# M4卡賓槍
M4卡賓槍（M4 carbine），是一種5.56×45mm NATO氣動式彈匣供彈卡賓槍，於1980年代在美國開發。它是M16A2突擊步槍的縮短版。
M4為美軍目前的制式步槍，同時也廣獲各國軍隊及執法機關採用。

## 歷史

### 研發與應用

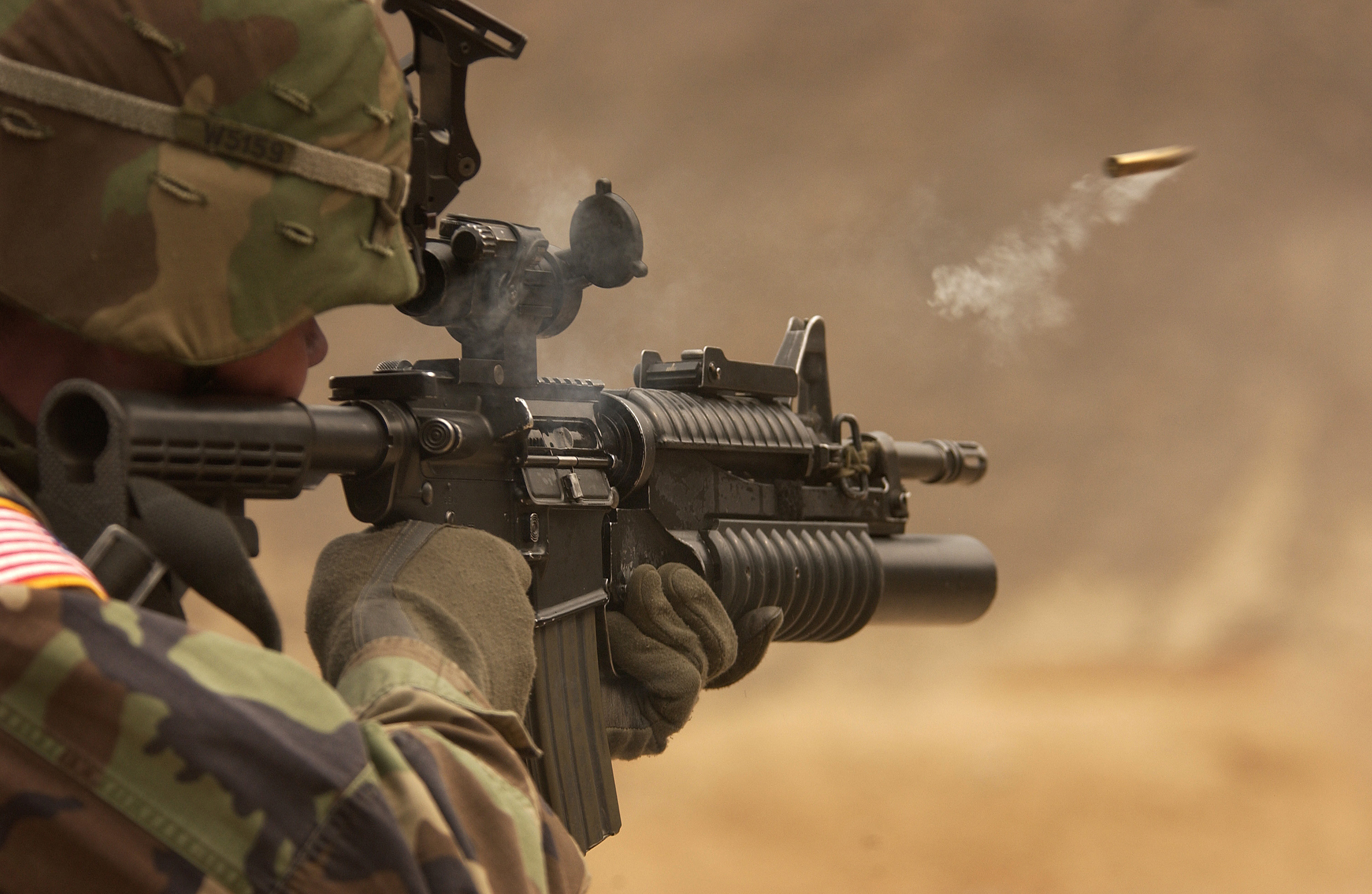
裝有M203榴彈發射器的M4

美國軍方在1960年代採用M16步槍之後，卡賓槍變體也被用於近距離作戰，其中第一個是CAR-15系列武器，它在越南戰爭中服役。然而，該系列步槍存在設計問題，因為槍管長度減半至10英寸（25公分），會擾亂彈道，降低其射程和準確性，並導致相當大的槍口閃光和爆炸，意味著必須安裝大型消焰器。
1982年，美國政府要求柯特製造M16A2的卡賓槍版本。當時，柯特M16A2就是柯特645，也稱為M16A1E1。那年晚些時候，美國陸軍軍械彈藥化學司令部幫助柯特開發了XM177E2的新變體，美國陸軍將XM177E2重新命名為XM4卡賓槍，當作M3卡賓槍的繼任者。這款卡賓槍使用與M16A1相同的上、下機匣，並發射M855彈藥筒和較舊的M193彈藥筒。1983年，第九步兵師要求為5.56毫米卡賓槍制定快速反應計畫（QRP），以取代現役的M1卡賓槍和M3衝鋒槍。XM4於1983年6月由陸軍武器研究與發展中心（ARDC）進行測試。後來，該槍進行更新，配備改進的零件，槍管的膛線為1圈7英寸（180毫米）。ARDC建議增加與M16A2步槍的通用性，並將槍管加長至14.5英寸（370毫米）。1984年1月，美國陸軍修改了QRP。一個月後，陸軍正式批准新卡賓槍的開發。
1985年6月，皮卡汀尼兵工廠獲得生產40支XM4原型槍的合同。最初是陸軍和海軍陸戰隊之間的一項聯合計畫，1986年陸軍撤回了他們的資金。XM4於1987 年完成，海軍陸戰隊在該會計年度採用了892支，命名為「卡賓槍，5.56毫米，M4」。由於1991年海灣戰爭的經驗，陸軍在1993年5月和7月與柯特簽訂M4卡賓槍的第一批生產合同，1994年2月又簽訂用於美國特種作戰司令部（SOCOM）人員的M4A1卡賓槍合同。
在摩加迪休戰役（1993年）之後，人們對M4卡賓槍的興趣提升了。遊騎兵抱怨他們的M16步槍“笨重”，而在同一場戰鬥中配備CAR-15的三角洲部隊成員沒有這樣的抱怨。1999年，M4卡賓槍在部署於科索沃的美軍手中首次現身於軍事行動，以支持北約領導的駐科維和部隊。隨後，它在全球反恐戰爭期間被美軍大量使用，包括在持久自由行動和伊拉克自由行動中。在陸軍中，到2005年，M4已在很大程度上取代M16A2作為前線部署人員的主要武器。M4卡賓槍還取代了美國軍隊中的大多數衝鋒槍和精選手槍，因為它可以發射更有效的步槍彈藥，提供卓越的制動力，並且能夠更好地穿透現代防彈衣。
2007年，美國海軍陸戰隊命令其軍官（直至中校）和參謀士官攜帶M4卡賓槍而不是M9手槍。這符合海軍陸戰隊的教條“每個海軍陸戰隊員都是步槍手”。然而，海軍陸戰隊選擇了全尺寸的M16A4而不是M4作為其標準步兵步槍。美國海軍E5及以下的士兵也使用M4代替M9。海軍陸戰隊的普通步槍手裝備M16A4，而M4則由部隊部署在全長步槍顯得過大的崗位，包括車輛駕駛、火力組和班長。截至2013年，美國海軍陸戰隊的庫存中有80,000支M4卡賓槍。
到了2015年7月，海軍陸戰隊的主要指揮部已同意以M4取代M16A4作為標準步兵步槍，正如陸軍所做的那樣。這是因為卡賓槍重量更輕、長度更緊湊，並且能夠應對主要發生在近距離內的現代戰鬥情況。如果一個小隊需要在更遠的距離上交戰，M27 IAR可以用作精確射手步槍。更改的批准將使M16轉移到後勤人員，而軍械庫中已經有17,000支M4，得以裝備所有需要的步兵。2015年10月，海軍陸戰隊司令羅伯特·內勒正式批准將M4卡賓槍作為美國海軍陸戰隊所有步兵營、安全部隊和後勤學校的主要武器。轉換將於2016年9月完成。2017年12月，海軍陸戰隊透露了一項決定，為步兵班的每個海軍陸戰隊員配備M27，以取代該部分服役的M4。海軍陸戰隊特種作戰司令部（MARSOC）將保留M4，因為其較短的槍管更適合他們在狹窄空間內的操作模式。

### 改良M4

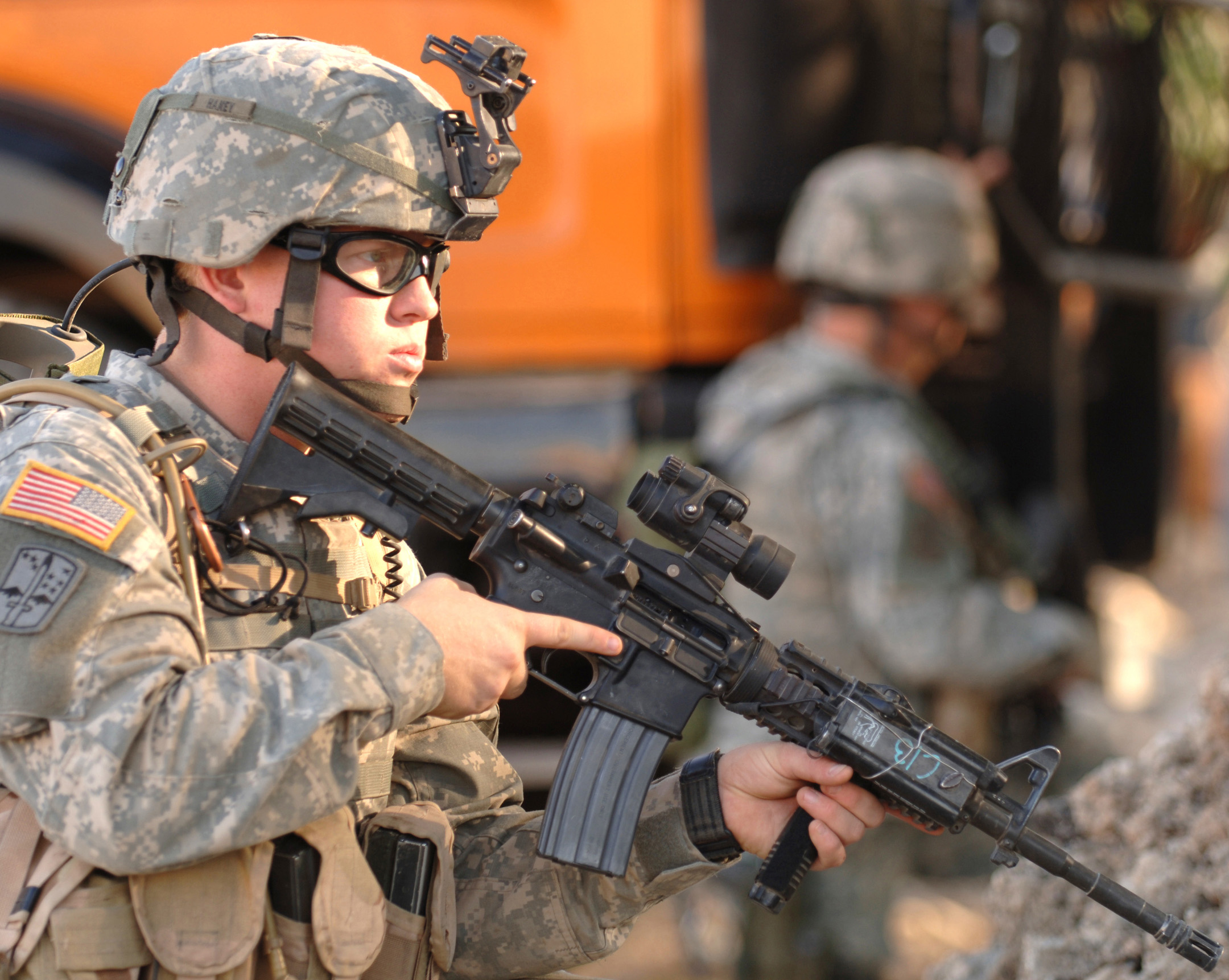
配有AN/PEQ-2A雷射／紅外線指示器的M4

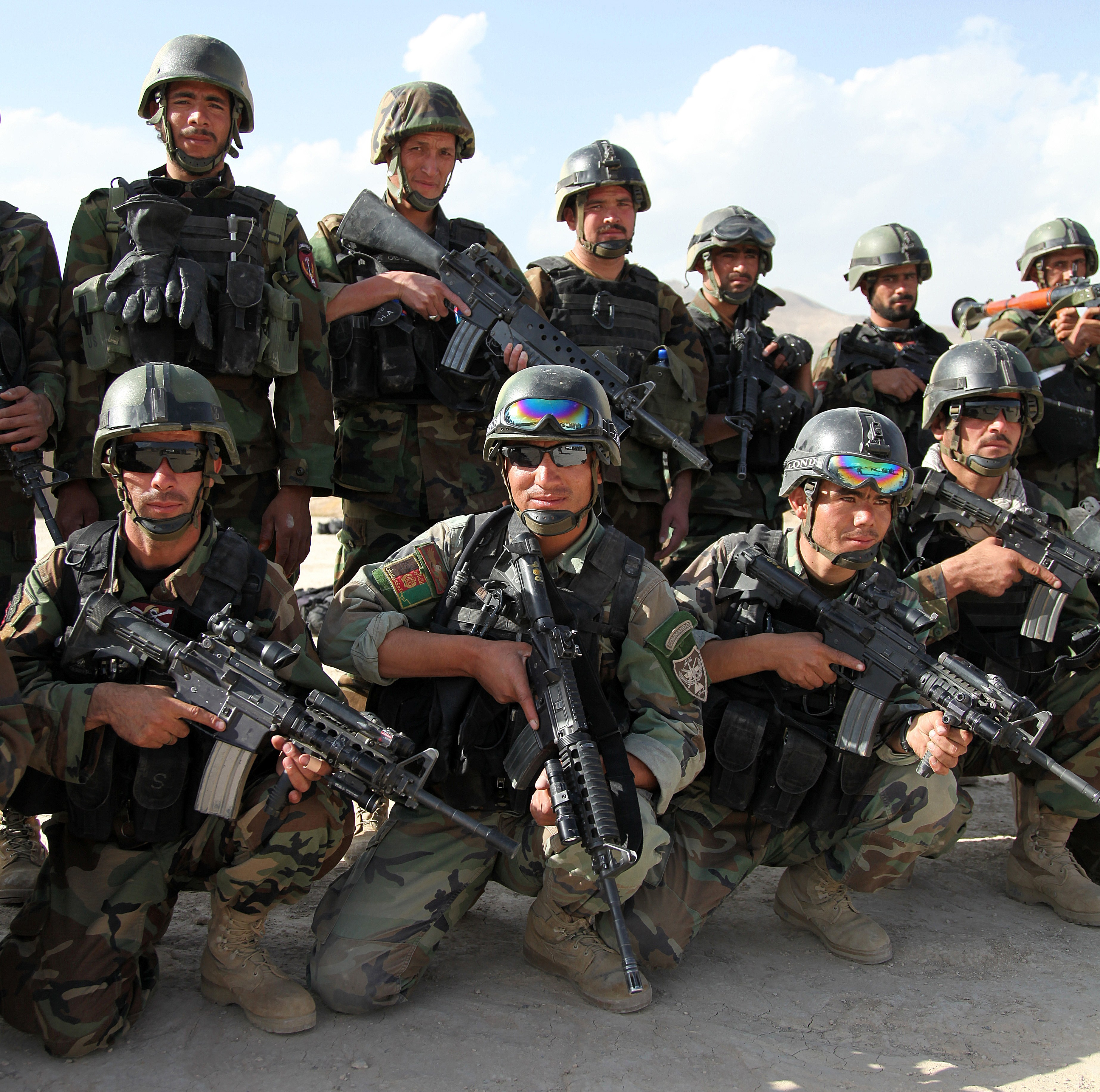
阿富汗陸軍使用的M4A1

2009年，美國陸軍完全擁有M4的設計。這使得科特以外的公司能夠用他們自己的M4設計參與競標。陸軍預備在2010年部署最後一批M4。2009年10月，陸軍武器官員向國會提議對M4進行一系列更改。要求更改的內容包括可記錄發射次數的電子計數器、更重的槍管，以及可能用氣體活塞系統替換斯托納膨脹氣體系統。
然而，這些變化的好處遭到軍用和民用槍支愛好者社群的詳細檢查。根據士兵專案計畫辦公室組織所發布的一份詳細介紹M4卡賓槍改進計畫的PDF文件，只有在對直接撞擊系統與商用氣體活塞操作系統進行比較，在美國陸軍改進的M4A1找出並使用最佳可用操作系統後，才會更換直接撞擊系統。
2010年9月，陸軍宣布將在2010年底前向柯特購買12,000支M4A1，到2011年初將再訂購25,000支M4A1。軍種部門計劃在2011年初購買12,000支M4A1改裝套件。2011年底，陸軍購買了65,000多個轉換套件。當時，陸軍必須決定是否升級所有M4。2012年4月，美國陸軍宣布將開始採購超過120,000支M4A1卡賓槍，並開始將前線部隊從原來的M4重新裝備為新的M4A1版本。前24,000支將由雷明頓武器公司製造。雷明頓規劃從2013年年中至2014年年中生產M4A1。完成該合同後，柯特和雷明頓將再為美國陸軍生產超過100,000支M4A1。由於柯特努力起訴陸軍，迫使他們不要使用雷明頓生產的M4，陸軍重新修改新M4A1的招標文件，以避免柯特挑起的法律問題。2012年11月16日，柯特對雷明頓獲得M4A1生產合同的抗議被駁回。2013年2月22日，陸軍沒有將合同重新授予雷明頓，而是將價值7,700萬美元的120,000支M4A1卡賓槍的合同授予埃斯塔勒國營工廠。該訂單預計將於2018年完成。

### 替換嘗試
M4 的替代品主要集中在兩個因素上，提高其可靠性和滲透性。第一次嘗試尋找M4的替代品是在1986年進行的高級戰鬥步槍計畫，在該計畫中測試了無殼黑克勒&科赫G11和各種針槍，但由於這些設計大多是原型，因此很快就放棄了，這表明缺乏可靠性。1990年代，提出了理想單兵戰鬥武器競賽，以尋找M4的替代品。黑克勒&科赫生產了兩種設計——XM29 OICW包含一個智能榴彈發射器，但在2004年因為太重而被取消；而XM8則在2005年被取消，因為它沒有對M4提供足夠顯著的改進。
黑克勒&科赫HK416於 2005年推出，採用與M4A1相同的下機匣，但將其直接衝擊系統替換為轉拴式槍栓，與G36相比更具競爭力。HK416被美國海軍特種作戰開發群、三角洲部隊和其他特種作戰部隊採用。2010年，它被海軍陸戰隊採用，小改版後命名為HK M27步兵自動步槍。同年，遊騎兵和海豹突擊隊採用了FN SCAR，但後來撤回了購買，因為它對M4A1的改進不夠顯著。
在單兵卡賓槍計畫失敗後，次世代班用武器（NGSW）計畫啟動。該計畫旨在取代M4卡賓槍和M249 SAW。西格&紹爾、德事隆系統、埃斯塔勒國營工廠、真實速度（前身為孤星未來武器與通用動力）和 PCP Tactical參與了該計畫。德事隆系統為該計畫提供了一支 CT 彈藥發射步槍，埃斯塔勒國營工廠提交他們的 HAMR IAR，並以6.8毫米口徑重新改裝。PCP Tactical 提交了一份經過修改的沙漠科技 MDRx。西格&紹爾提供了一種重新設計的MCX變體，稱為 MCX-SPEAR。2022年初，該計畫結束，西格&紹爾被宣佈為獲勝者。他們的步槍產品被命名為XM5 (原名為XM5，編號X代表測試中，若通過，正式編號則為M5，但由於COLT曾經推出名為M5的步槍產品，為了避免可能的版權法律糾紛，美軍改為XM7)，而他們的自動步槍則被命名為XM250。

## 設計

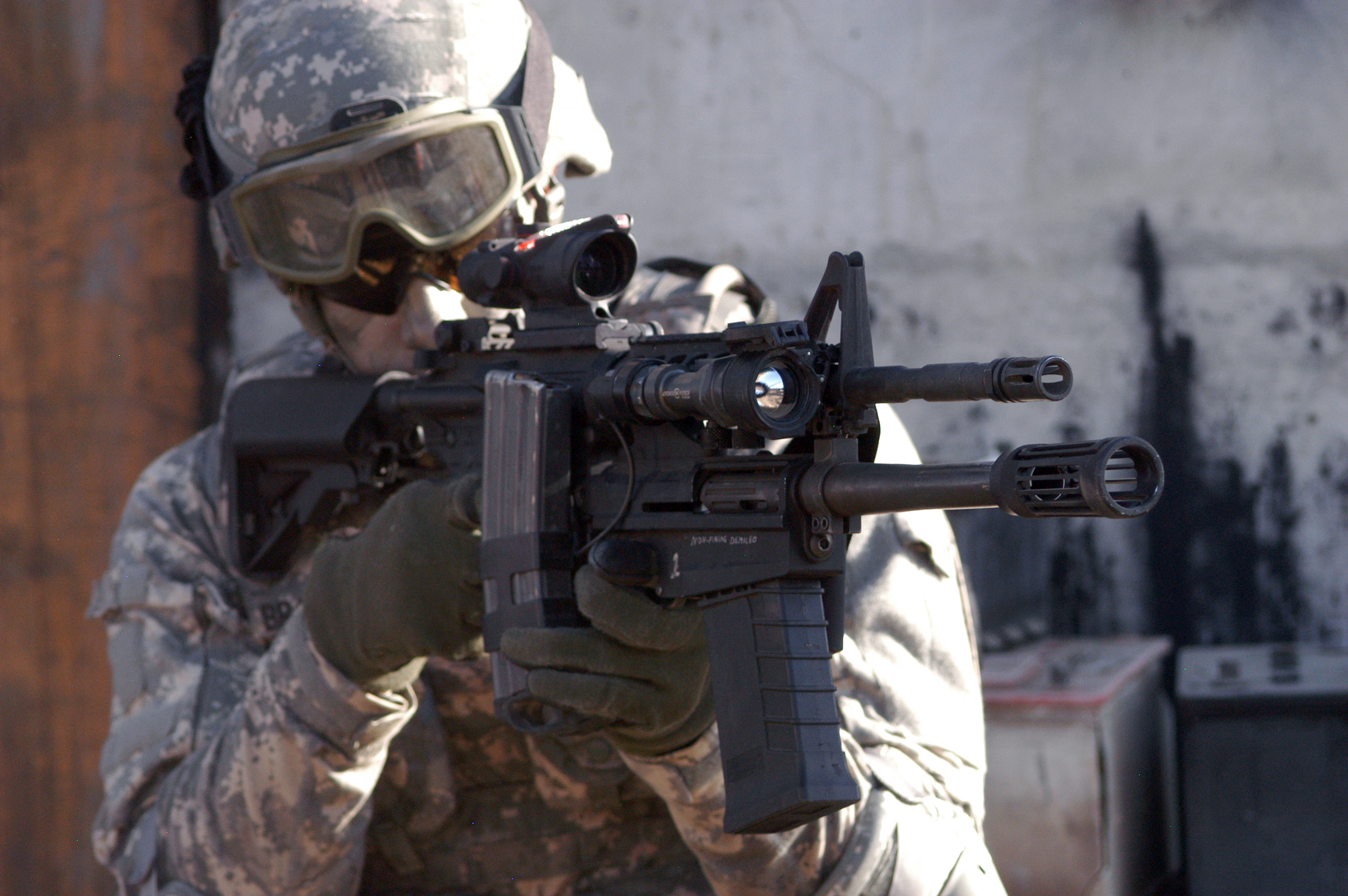
裝有M26模組配件霰彈槍系統的M4卡賓槍

M4卡賓槍的設計可追溯至早期卡賓槍版本的M16及XM177，都是由尤金·斯通納開發的CAR-15發展而來，同樣採用導氣、氣冷、轉拴式槍栓設計，以彈匣供彈及可選射擊模式的突擊步槍，而M4的長度比M16突擊步槍為短，槍管縮短至368.3毫米（14.5寸），重量也較輕，令射手能在近戰時快速瞄準目標，兩者之中有八成的部件可以共用。
一些M4A1裝配較厚較重的槍管，以減低全自動開火時所產生的熱力，並且加厚鋁質隔熱層。美軍最初版本的M4卡賓槍只有「單發」及「三發點放」模式，其後的M4A1以「單發」及「全自動」模式取代「三發點放」，M4及M4A1均使用5.56毫米口徑的SS109子彈，而且仍採用M16特有的氣體直推傳動方式。

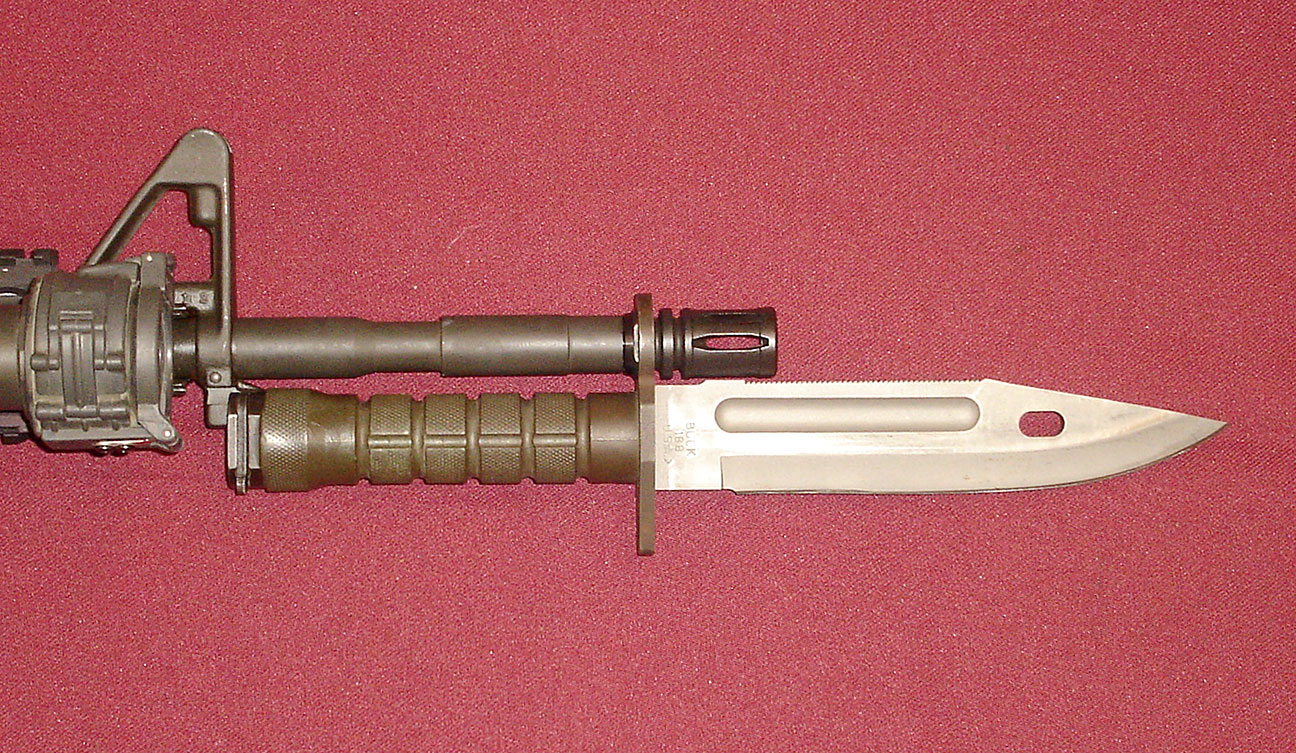
在M4的槍管下裝上M9刺刀

M4卡賓槍的護木較短，槍管長368.3毫米，比M16A2短了約140毫米。槍托為滑動伸縮式槍托，槍托拉出時，可採抵肩姿勢射擊；而槍托縮入時，則可進行腰際射擊。M4的背帶扣不同於M16A2／A4的背帶扣連接在槍枝的下方，而是連接在武器的一側，如此一來士兵在攜槍巡邏時可便於隨時射擊。
除了原本的機械瞄具外，美軍裝備的M4卡賓槍有多種瞄準具可以配套使用，當中包括適合中距離交戰的ACOG光學瞄準鏡、適合近身距離作戰的M68紅點鏡和EOTECH全息瞄準鏡，以及輕型熱成像瞄準具等。此外，因考慮到士兵在與敵突然遭遇時將會沒有時間調整表尺，M4還配備一種專門設計的校射儀，士兵即可在不需要射擊的情況下就可以直接對槍或其附加裝置進行校正工作。
M4和M16A2／A4的分別主要有：
- 緊湊的尺寸
- 短槍管（14.5寸）
- 伸縮槍托
- 可全自動射擊（M4A1）

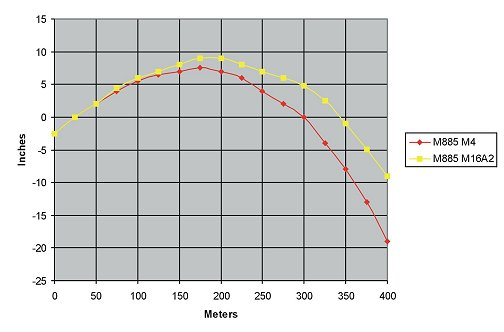
M16A2及M4的彈道圖（M855彈）

雖然M4系列具有緊湊及輕巧等優點，但它的短槍管令出口初速及火力降低，縮短的導氣系統令射擊聲音增大，槍管過熱亦較快。而沿用M16的導氣系統，開火時是依靠氣體推動整個系統。
一些武器專家認為，它直接將氣體導入開火裝置，容易攜帶碳渣，從而產生污垢和熱量，造成潤滑劑乾燥，可能會在沙漠地區出現可靠性問題。
其中在一次位於阿伯丁陸軍試驗鑑定中心對柯爾特公司的M4、比利時FN公司美國分公司的FN SCAR L、H&K公司的HK416和XM8四種步槍進行沙塵暴環境下的性能測試，現役的主力步槍M4卡賓槍竟以中斷射擊882次（彈匣故障239次）排名倒數第一，在加強潤滑後整體故障率降低到307次故障，引起陸軍官方的重視。然而在美軍當中仍有89%士兵表示信賴M4。不過其M4卡賓槍是從基層部隊抽調，而其它參與測試的SCAR、XM8、HK416則是廠商提供的全新產品。

## 型號

### M4／M4A1
M4跟M4A1最主要的分別是，M4擁有“S-1-3”系統（保險／單發／三點發）扳機，而M4A1則擁有“S-1-F”系統（保險／單發／全自動）扳機，早期型採用固定提把。現在，美軍所使用的版本分別為柯爾特920型與921型。

### M4 MWS模組化武器系統
M4的模組化武器系統（Modular Weapon System）版本，簡稱M4 MWS（又曾名M4E2），是配備RIS護木的柯爾特925型卡賓槍，並裝有大量戰術配件。當初配備RIS護木的柯爾特925型卡賓槍經過測試後原被定型為M4E2，但這個名稱對已有的卡賓槍安裝這個護木後是否需也應更改名稱疑問而放棄此稱，美國陸軍野戰手冊中則把安裝RAS的M-4系列稱為模塊化武器系統（Modular Weapon System）或簡稱M-4 MWS。

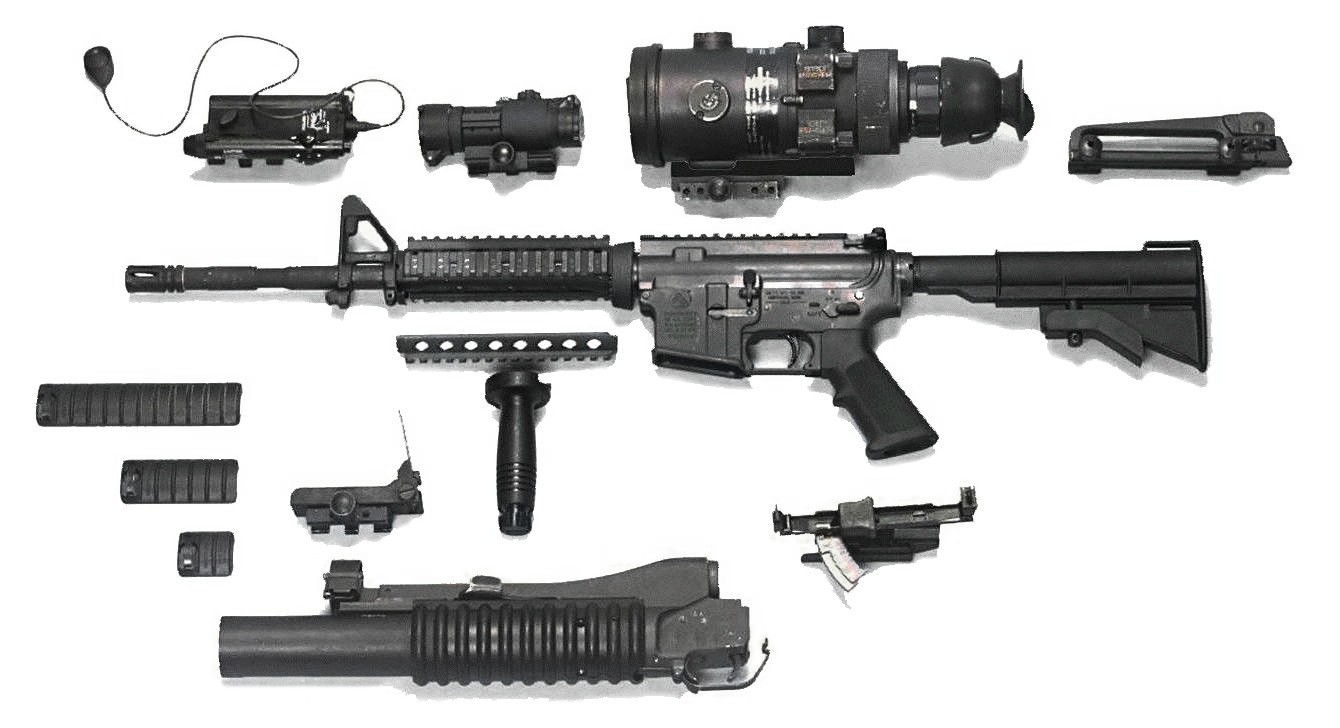
M4 MWS模組化武器系統
其戰術配件包括：前握把、M203榴彈發射器、不同長度的護木片、AN/PEQ-2雷射指示器、夜視鏡、瞄準鏡等。

### M4A1卡賓槍
M4A1卡賓槍（M4A1 Carbine）是其中一種M4卡賓槍的衍生型，可全自動射擊，故主要被用作特種作戰用途，亦是現在最常見的版本。現時主要裝備美軍各常規部隊及特種作戰部隊，包括美國陸軍特種部隊、海軍三棲特戰隊、第75游騎兵團及海軍陸戰隊武裝偵察連。
2007年4月19日，美國陸軍與M16／M4槍系製造商柯爾特簽訂一筆總價值高達5,080萬美元的M4／M4A1卡賓槍生產合約，預計合約內容於2008年7月30日前全數執行完畢。
2010年代後期，美國陸軍開始逐步為他們的M4卡賓槍升級為M4A1的標準。

### SOPMOD Block I

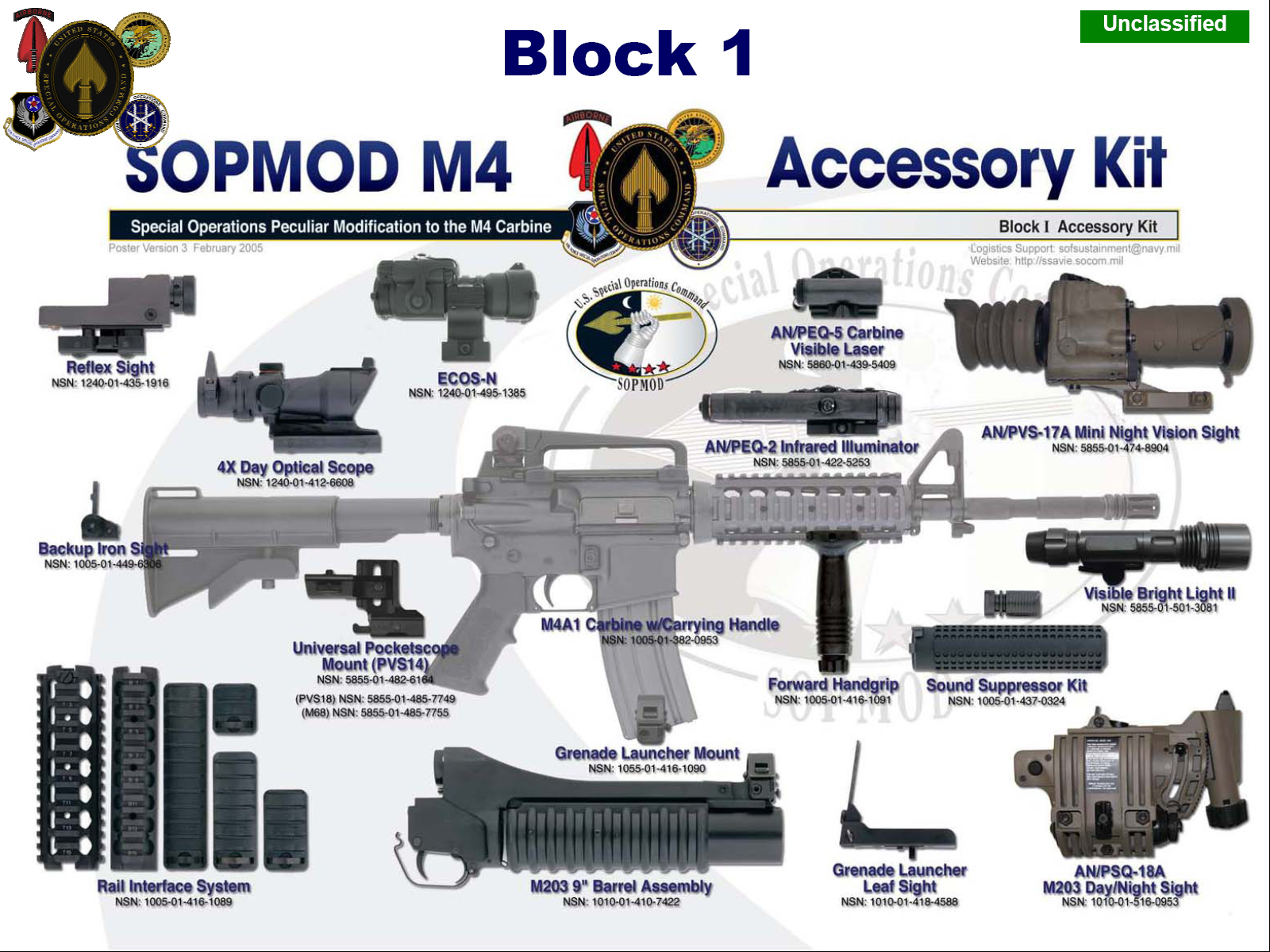
SOPMOD Block I

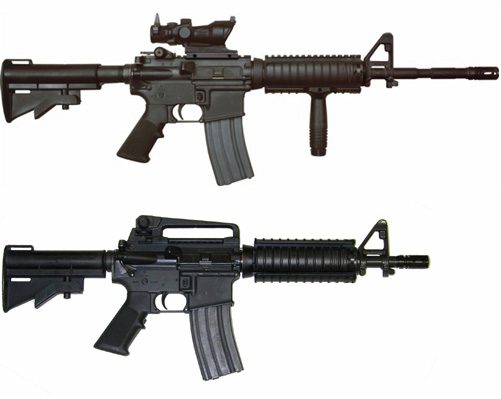
上為一把M4A1，下為一把CQBR

USSOCOM為其轄下部隊開發的M4卡賓槍改裝套件SOPMOD(Special Operations Peculiar Modification) Block I。
- KAC RIS（Rail Interface System）導軌
- KAC前置摺疊式機械瞄具及KAC後置摺疊式機械瞄具
- 可快速安裝及拆下的M203榴彈發射器
- KAC消聲器
- AN/PEQ-2A雷射／紅外線指示器
- Trijicon's ACOG光學瞄準鏡
- reflex紅點瞄準鏡
- 夜視鏡
- M68 CCO紅點瞄準鏡
- EOTECH全息瞄準鏡

### SOPMOD Block II
第二代的SOPMOD改裝套件（又稱SOPMOD II），是Block I的更新改進版本。現由多間公司生產，包括KAC（Knight's Armament Company）、ARMS（Atlantic Research Marketing Systems）、Lewis Machine & Tools，而Daniel Defense則生產RIS-II（新一代戰術導軌）。

### M4A1 Plus or M4A1+
M4A1 Plus主要針對以下八點作改進
1. 加長前段導軌，可使用新的姿勢射擊—延長護木導軌長度，使射擊可以伸直手肘據槍射擊
2. 可應用更多的戰術附件—未來可能搭載美軍現階段研究的火力控制系統
3. 自由浮動式槍管
4. 可拆卸的機械瞄準具—能在200公尺跟300公尺內使用，在600公尺內保有最基本的射擊瞄準功能
5. 更高的精準度—300公尺的彈著在6.35公分內、600公尺的彈著在12.7公分內(使用M855A1 EPR子彈)
6. 防火帽—要求比現行M4A1卡賓槍防火帽更能降低槍口火焰跟噪音，並減少對夜視器材的影響。並要求能相容現行的M200空包彈系統
7. 狙擊槍扳機系統
8. 更好的匿蹤效果—美國陸軍要求粗糙、陰暗、不反光、表面處理不掉漆

### 改良型上機匣組件（URG-I）

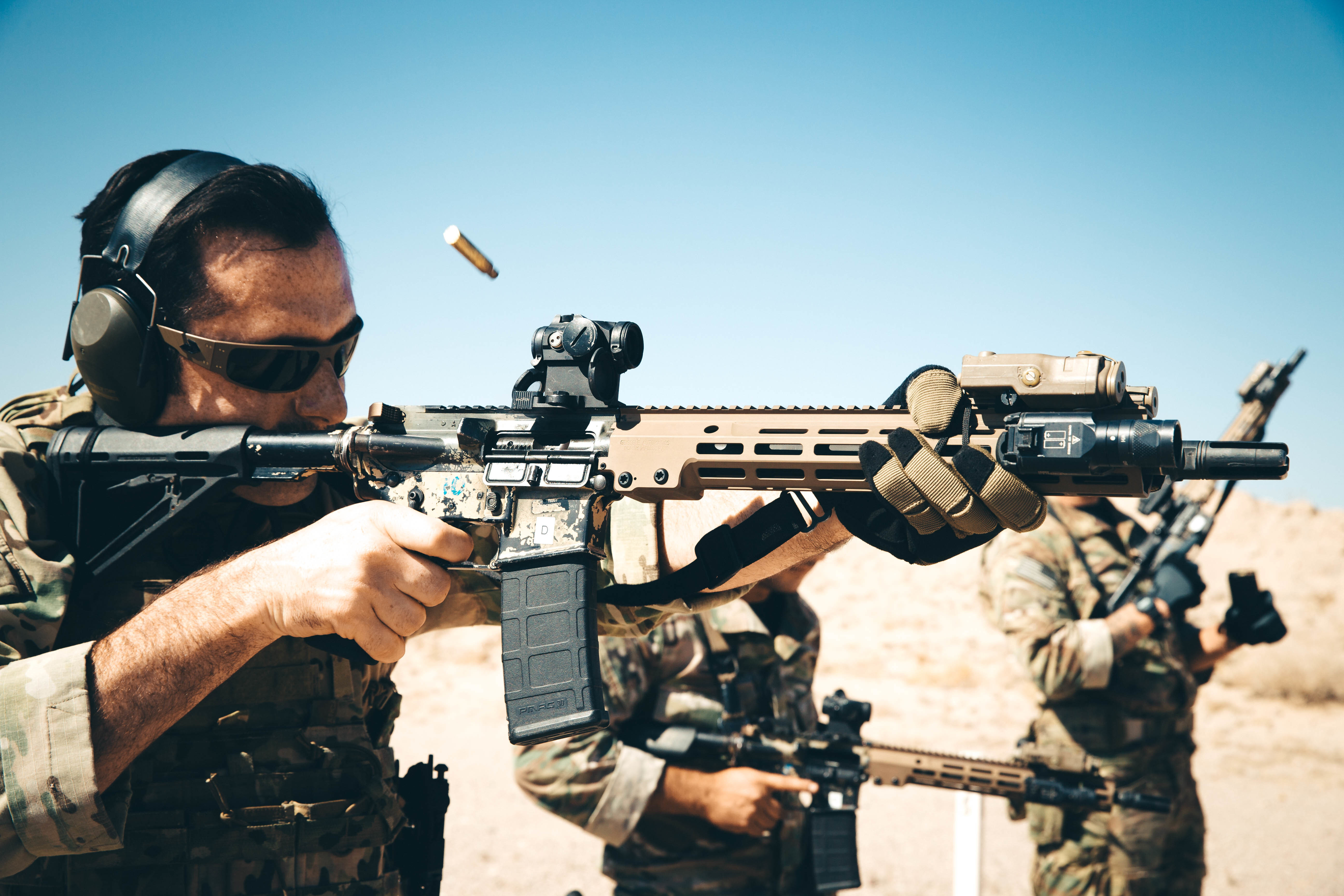
一名隸屬美國陸軍第3特種部隊群的士兵使用M4A1 URG-I射擊

改良型上機匣組件（Upper Receiver Group-Improved，URG-I）是美國陸軍特種作戰司令部針對SOPMOD Block II進一步改善耐用性和可靠性而引入的一系列改裝配件。該部件最早於2018年投入使用，改進之處包括：改用由Geissele Automatics生產的Mk 16 M-LOK護木和更輕巧的丹尼爾防務（Daniel Defense）製冷鍛式槍管，以及一個中長度的導氣系統。現時除了陸軍特種作戰部隊外，SOCOM其他部門都有採用。

### 非美國政府採用版本
由柯爾特生產的M4卡賓槍除了獲美國政府採用外，目前不少外國的特種部隊及特種警察單位均有採用。例如澳洲特種作戰司令部使用柯爾特的出口型M4，英國特種部隊使用加拿大迪瑪科SFW。

### 型號列表
註：粗體的柯爾特編號為美軍裝備，斜體柯爾特的編號是出口型及民間發售型，粗體名稱是美軍的指定名稱。
| 柯爾特編號 | 名稱                  | 槍托     | 發射模式 | 照門   | 復進助推器 | 彈殼護板 | 槍管長 | 槍管類型 | 槍管膛線纏距 | 護木       | 刺刀座 | 槍口裝置 |
| ---------- | --------------------- | -------- | -------- | ------ | ---------- | -------- | ------ | -------- | ------------ | ---------- | ------ | -------- |
| 720        | XM4/M4                | 三代     | S—1—3    | A2     | 有         | 有       | 14.5吋 | M4       | 1:7          | 短圓肋紋型 | 有     | A2       |
| 733        | M16A2突擊型／M4突擊型 | 三或四代 | S—1—F    | A1或A2 | 有         | 有或無   | 11.5吋 | A1或A2   | 1:7          | 短圓肋紋型 | 無     | A1或A2   |
| 735        | M16A2突擊型／M4突擊型 | 三或四代 | S—1—3    | A1或A2 | 有         | 有或無   | 11.5吋 | A1或A2   | 1:7          | 短圓肋紋型 | 無     | A1或A2   |
| 738        | M4突擊型增強版        | 四代     | S—1—3—F  | A2     | 有         | 有       | 11.5吋 | A2       | 1:7          | 短圓肋紋型 | 無     | A1或A2   |
| 777        | M4卡賓槍              | 四代     | S—1—3    | A2     | 有         | 有       | 14.5吋 | M4       | 1:7          | M4         | 有     | A2       |
| 778        | M4卡賓槍增強版        | 四代     | S—1—3—F  | A2     | 有         | 有       | 14.5吋 | M4       | 1:7          | M4         | 有     | A2       |
| 779        | M4卡賓槍              | 四代     | S—1—F    | A2     | 有         | 有       | 14.5吋 | M4       | 1:7          | M4         | 有     | A2       |
| 920        | M4卡賓槍政府型        | 三或四代 | S—1—3    | 平頂   | 有         | 有       | 14.5吋 | M4       | 1:7          | M4         | 有     | A2       |
| 921        | M4A1卡賓槍政府型      | 四代     | S—1—F    | 平頂   | 有         | 有       | 14.5吋 | M4       | 1:7          | M4         | 有     | A2       |
| 921HB      | M4A1卡賓槍重管政府型  | 四代     | S—1—F    | 平頂   | 有         | 有       | 14.5吋 | M4 HBAR  | 1:7          | M4         | 有     | A2       |
| 925        | M4E2卡賓槍            | 三或四代 | S—1—3    | 平頂   | 有         | 有       | 14.5吋 | M4       | 1:7          | M4         | 有     | A2       |
| 927        | M4卡賓槍              | 四代     | S—1—F    | 平頂   | 有         | 有       | 14.5吋 | M4       | 1:7          | M4         | 有     | A2       |
| 933        | M4突擊型              | 四代     | S—1—F    | 平頂   | 有         | 有       | 11.5吋 | A1或A2   | 1:7          | 短圓肋紋型 | 無     | A2       |
| 935        | M4突擊型              | 四代     | S—1—3    | 平頂   | 有         | 有       | 11.5吋 | A1或A2   | 1:7          | 短圓肋紋型 | 無     | A2       |
| 938        | M4突擊型擴增版        | 四代     | S—1—3—F  | 平頂   | 有         | 有       | 11.5吋 | A2       | 1:7          | M4         | 無     | A2       |
| 977        | M4A1卡賓槍商業版      | 四代     | S—1—F    | 平頂   | 有         | 有       | 14.5吋 | M4       | 1:7          | M4         | 有     | A2       |
| 978        | M4卡賓槍擴增版        | 四代     | S—1—3—F  | 平頂   | 有         | 有       | 14.5吋 | M4       | 1:7          | M4         | 有     | A2       |
| 979        | M4卡賓槍商業版        | 四代     | S—1—3    | 平頂   | 有         | 有       | 14.5吋 | M4       | 1:7          | M4         | 有     | A2       |

### 其他型號
M4樣式的卡賓槍（普遍地被歸類為AR-15改型，因此這些型號嚴格而言不算是M4）在美國及部分國家相當普遍，並有獲授權生產或仿製，不過絕大部份型號均未獲柯爾特原廠授權。生產過M4樣式卡賓槍的國家包括：美國、加拿大（Colt Canada）、德國（黑克勒-科赫、Schmeiser、Overland Arms及瓦尔特）、英國（Imperial Defence Service）、瑞士（Swiss Arms、Astra Arms及B&T）、捷克（LUVO Arms及Pro Arms）、黑山（Tara）、烏克蘭（Zbroyar）、俄羅斯（莫洛工廠）、土耳其（MKE及Safir Arms）、格魯吉亞以及中華人民共和國（北方工業）等。
具有M4樣式設計的槍械包括：

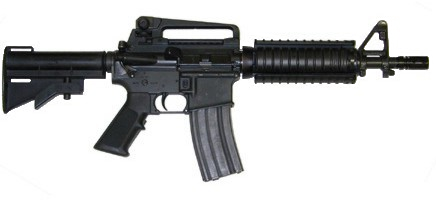
CQBR卡賓槍

- CQBR—由美國海軍水上作戰中心更換M4卡賓槍上機匣及短槍管改裝而成的近戰步槍，槍管只有10.3英吋（260毫米），美軍將其命名為“Mk 18 Mod 0”及“Mk 18 Mod 1”。
- 大毒蛇M4－由美國大毒蛇武器公司（Bushmaster）生產的M4，價格比柯爾特原廠生產的M4便宜。
- 大毒蛇Carbon 15－由美國大毒蛇武器公司（Bushmaster）生產的一系列突擊步槍及卡賓槍系統。
- KAC SR-16－由美國奈特武器公司（Knight's Armament）生產的型號。
- LWRC M6－由美國LWRC公司生產的型號。
- 美國軍械公司授權生產的M4。
- R4－由美國雷明登武器公司（Remington Arms）生產的型號（並非官方M4）。
- DDM4／DDM4V1—丹尼爾防衛公司（Daniel Defense）生產的M4改型。
- 馬格普工業公司（Magpul Industries）生產的改型
- SR-556－由美國儒格-斯特姆（Sturm, Ruger）生產的型號。
- LR-300－由美國Z-M武器公司（Z-M Weapons）生產的型號。
- 迪瑪科SFW及迪瑪科C8—由加拿大迪瑪科（現在是柯爾特加拿大）生產的M4／M4A1。
- HK416－由德國黑克勒-科赫（Heckler & Koch）生產的改型；採用不銹鋼槍身及類似HK G36的短行程活塞傳動系統，比原版M4更可靠，獲多國軍隊及執法部門採用。
- B&T M4－由瑞士B&T公司生產的型號。
- SIG 516、SIG 716及M400－由SIG Sauer美國分公司生產的型號。
- LA-16－捷克LUVO Arms生產的型號。
- TM4－黑山Tara公司生產的型號[39][40]。
- Z-15－烏克蘭Zbroyar公司生產的半自動民用型。
- VPO-140－俄羅斯莫洛公司（Molot）生產的半自動民用型[41]。
- M4-WAC-47—由美國Aerospace公司提供技術予烏克蘭國有兵工廠生產的M4樣式突擊步槍，配備M-LOK護木、馬格普CTR槍托和MOE握把。槍管將預定有10.5″、11.5″、14.5″、18″和24″五種。目前推出了7.62×39mm和5.56×45mm NATO兩種口徑，現正被烏克蘭軍方測試中。
- G5卡賓槍—喬治亞生產的卡賓槍，以M4作基礎。
- T-14－土耳其Safir Arms仿制的型號。
- CQ-A卡賓槍—中華人民共和國中國北方工業公司的未授權仿製版本。
- 馬來西亞SME工廠的特許生產型；獲馬來西亞武裝部隊採用。
- CAR 816－由阿拉伯聯合大公國卡拉卡爾（英語：Caracal）公司仿制的型號。
- 特種作戰突擊步槍—菲律賓的法弗蘭斯特製品工業（英語：Ferfrans）公司改進設計至M16A1、AR-15和M4等步槍及生產的一系列突擊步槍及卡賓槍系統。

## 諸元

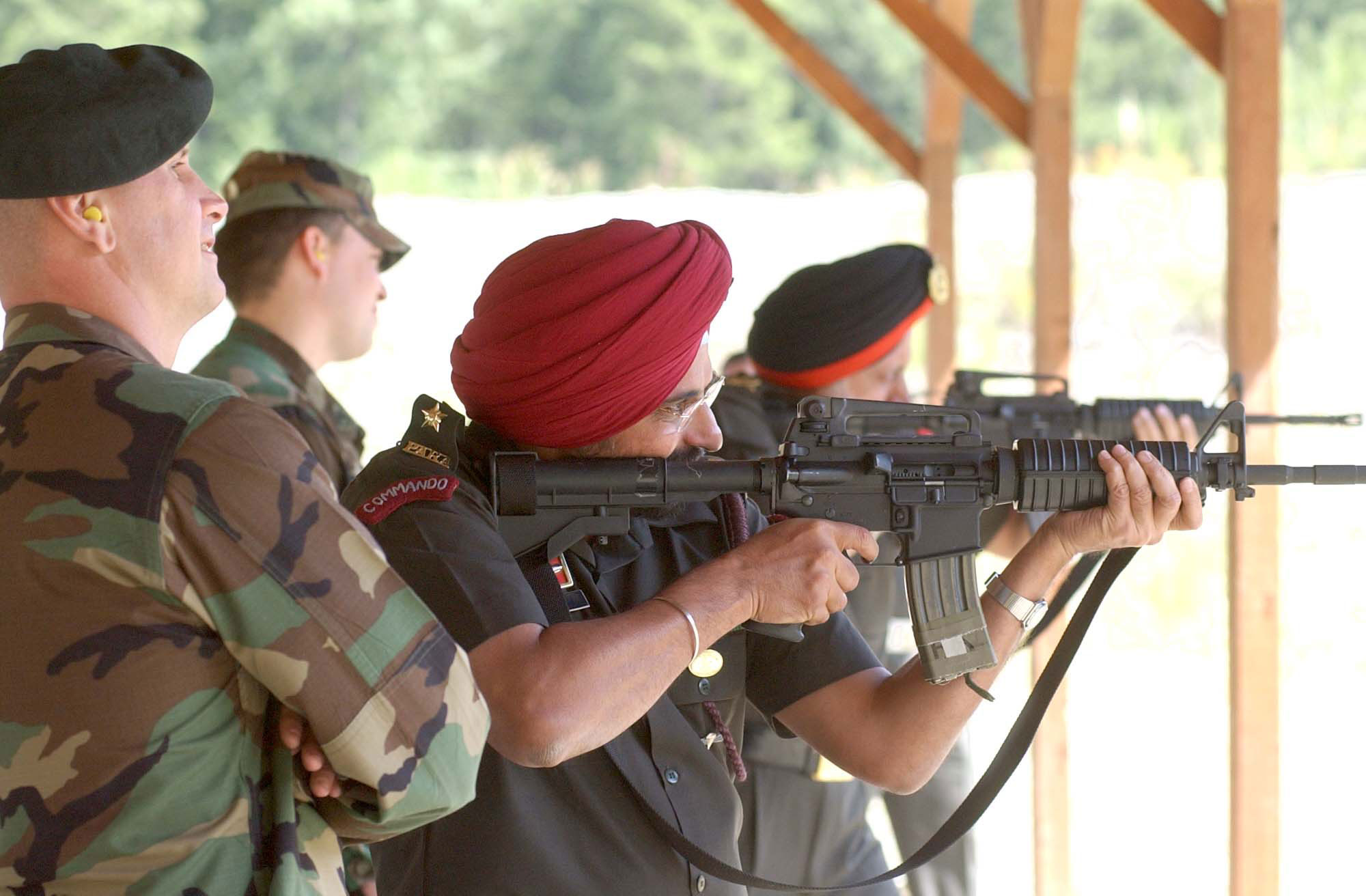
印度軍士兵使用M4A1

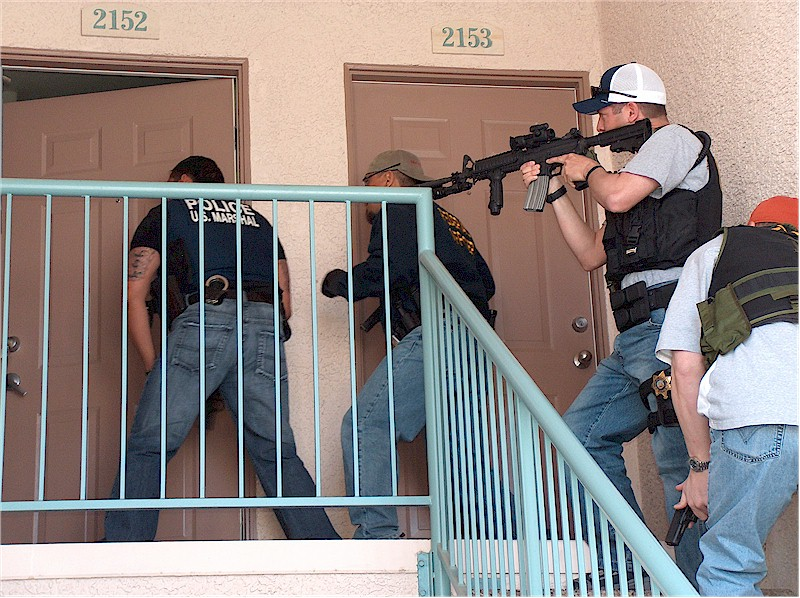
美國法警局探員使用M4A1搜查

### 槍托
- 一代：伸縮槍托，兩段固定位置，類似縮短版固定槍托
- 二代：鋁制伸縮槍托，兩段固定位置，主要用於600系列的卡賓槍
- 三代：非金屬制的塑膠伸縮槍托，兩段固定位置，1985年推出，主要用於700系列的卡賓槍和早期版本的M4
- 四代：尼龍制伸縮槍托，四段固定位置，2002年推出，由Picatinny Arsenal的工程師Lily Ko設計，裝有背帶轉環、後托版，用於之後的M4

### 發射模式
- S—1—F：安全（S）—半自動（1）—全自動（F）
- S—1—3：安全（S）—半自動（1）—三點發（3）
- S—F—1—3：安全（S）—全自動（F）—半自動（1）—三點發（3）（第一代）
- S—1—3—F：安全（S）—半自動（1）—三點發（3）—全自動（F）（第二代）

### 照門
- A1：只可調整風偏
- A2：可調整射程及風偏
- 平頂：裝有MIL-STD-1913戰術導軌，整個後照門提把可拆

### 槍管類型
- A1：輕型槍管，原型直徑0.675及0.575寸
- A2：又名政府型，槍管前端直徑加厚至0.715寸
- HB（HBAR）：重槍管型
- M4：政府型槍管，前端有縮小的頸口以安裝M203
- M4 HB（HBAR）：M4重槍管加厚型

### 槍管膛線纏距
- 1:7：右旋，7寸（177.8毫米）

### 護木
- 短圓肋紋型：卡賓槍長度的圓肋紋型護木，僅有單層隔熱片
- M4：橢圓卡賓槍型護木，裝有雙層隔熱片，後期的版本在表面上為消光黑

### 槍口裝置
- A1：鳥籠型消焰器
- A2：鳥籠型消焰器，底部封閉以防止發射時射手被消焰器氣孔噴出氣體吹動的塵土影響

### 槍型
- 步槍：20吋槍管長
- 卡賓槍：14.5吋槍管長
- 突擊型：11.5吋短槍管長
- CQB型：10.3或10.5吋槍管長

### 版本
- 政府型（USGI）：美軍公發的訂製產品，槍身印有“美國政府財產”（PROPERTY OF U.S. GOVT.）字樣。
- 商業版（commercial/export）：柯爾特公司對美軍以外的警察單位、外國軍警販售的商業產品版本。
- 擴增版（Enhanced）：同時具有全自動與三發點放的功能，加上保險、半自動共有四種射擊模式的版本。

### 配件

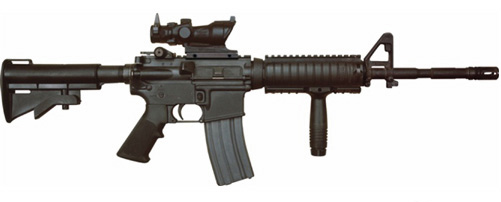
後期型M4卡賓槍（配備KAC RAS護木）

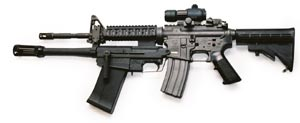
裝有M26模組配件霰彈槍系統的M4

- M203/M203A1/M203PI榴彈發射器—40毫米單發榴彈發射器
- M320榴彈發射器—40毫米單發榴彈發射器
- M26模組配件霰彈槍系統—前護木下掛式霰彈槍
- 兩腳架
- 瞄準鏡—M68CCO紅點瞄準鏡、EOTECH全息瞄準鏡、Trijicon's ACOG光學瞄準鏡
- 雷射／紅外線指示器
- 消聲器

及所有對應M1913導軌（MIL-STD-1913 Picatinny rail）的配件

## 製造商
- 柯特製造公司（美國）
- 柯特加拿大（美國）[42]
- 中國北方工業集團（中華人民共和國）[42]
- 路易斯機械與工具公司（美國）[43]
- 大毒蛇武器國際（英语：Bushmaster Firearms International）（美國）
- 美國軍械公司（英语：U.S. Ordnance）（美國）
- 雷明頓武器公司（美國）[44]
- 丹尼爾防禦（美國）[45]
- 陶魯斯武器（英语：Taurus (manufacturer)）（巴西）[46]
- 埃斯塔勒國營工廠（比利時）[47]
- SME軍械（英语：OrdnanceSME Ordnance）（馬來西亞）[48]
- 萨西尔马兹武器公司（土耳其）[49]
- 聯合國防製造公司（英语：United Defense Manufacturing Corporation）（菲律賓）
- STC Delta（英语：STC Delta）（喬治亞）[50]

## 智財權問題
美軍曾於波斯灣戰爭期間發包給大毒蛇公司（Bushmaster）生產M4應急。柯爾特則以「M4」註冊商標為由，興訟阻撓大毒蛇和H&K等公司對M4進行軍事上的生產或改良。2007年5月，按緬因州當地判決，「M4」非專有名稱，柯爾特應撤銷其商標使用。
2012年4月，早在2009年7月即取得M4技術資料（Technical Data Package，TDP）權利的美國陸軍，宣布將由雷明登武器公司承包生產，結束柯爾特長期壟斷M4軍用市場的局面。但柯爾特不願認輸，找出雷明登承包合約中權利金計算錯誤之處，而獲得競標機會；參與廠商除了柯爾特、雷明登之外，還有埃斯塔勒國營工廠。2013年2月，宣布埃斯塔勒國營工廠公司得標。

## 使用方

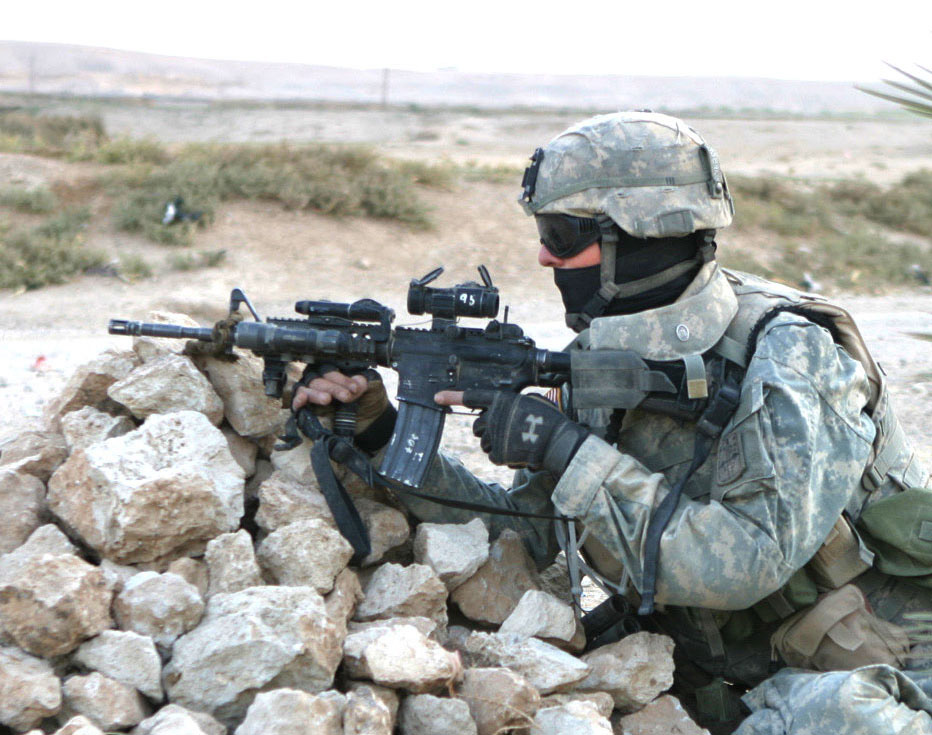
美國陸軍士兵與M4A1

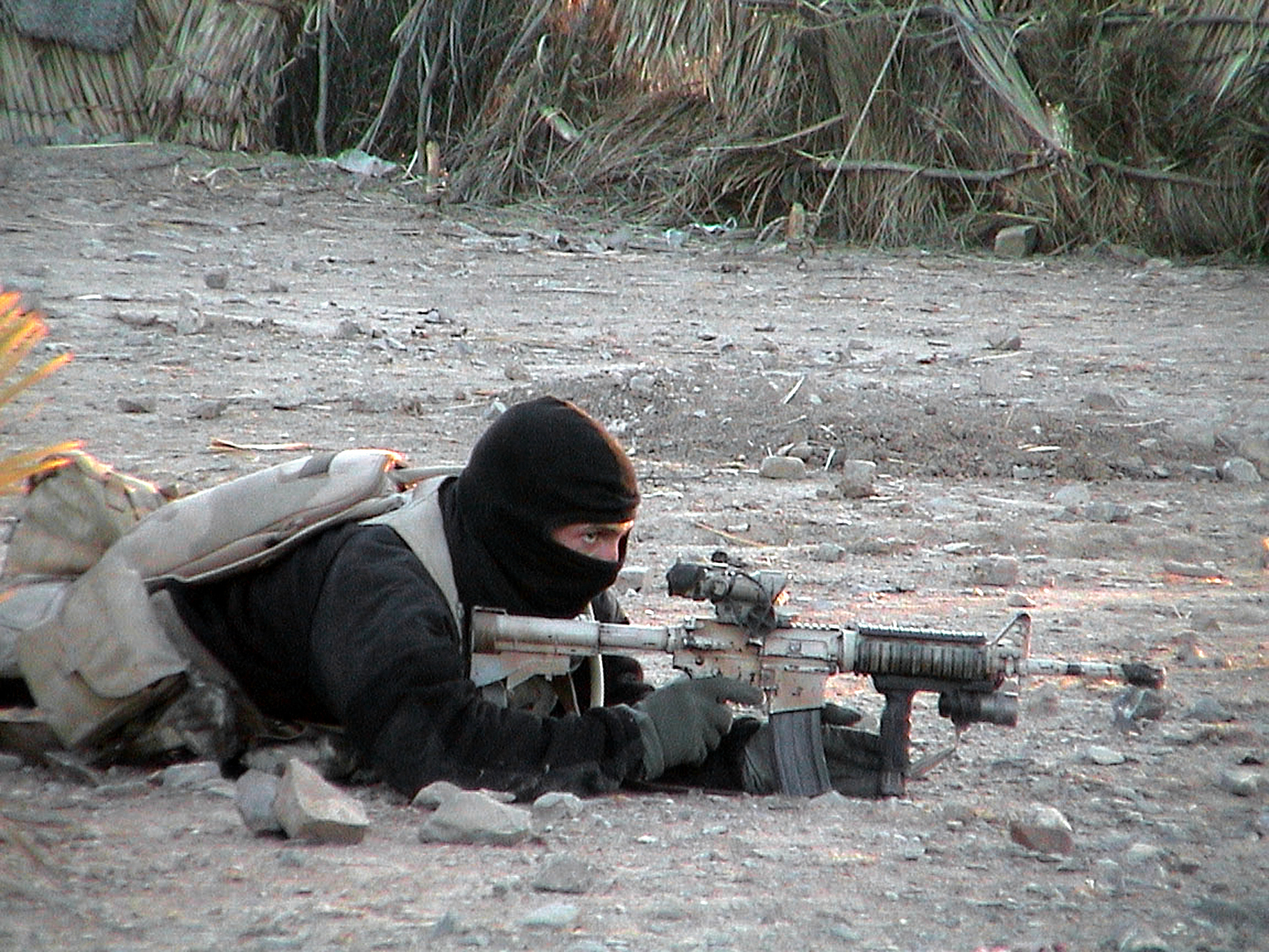
美國海軍海豹部隊幹員使用M4A1

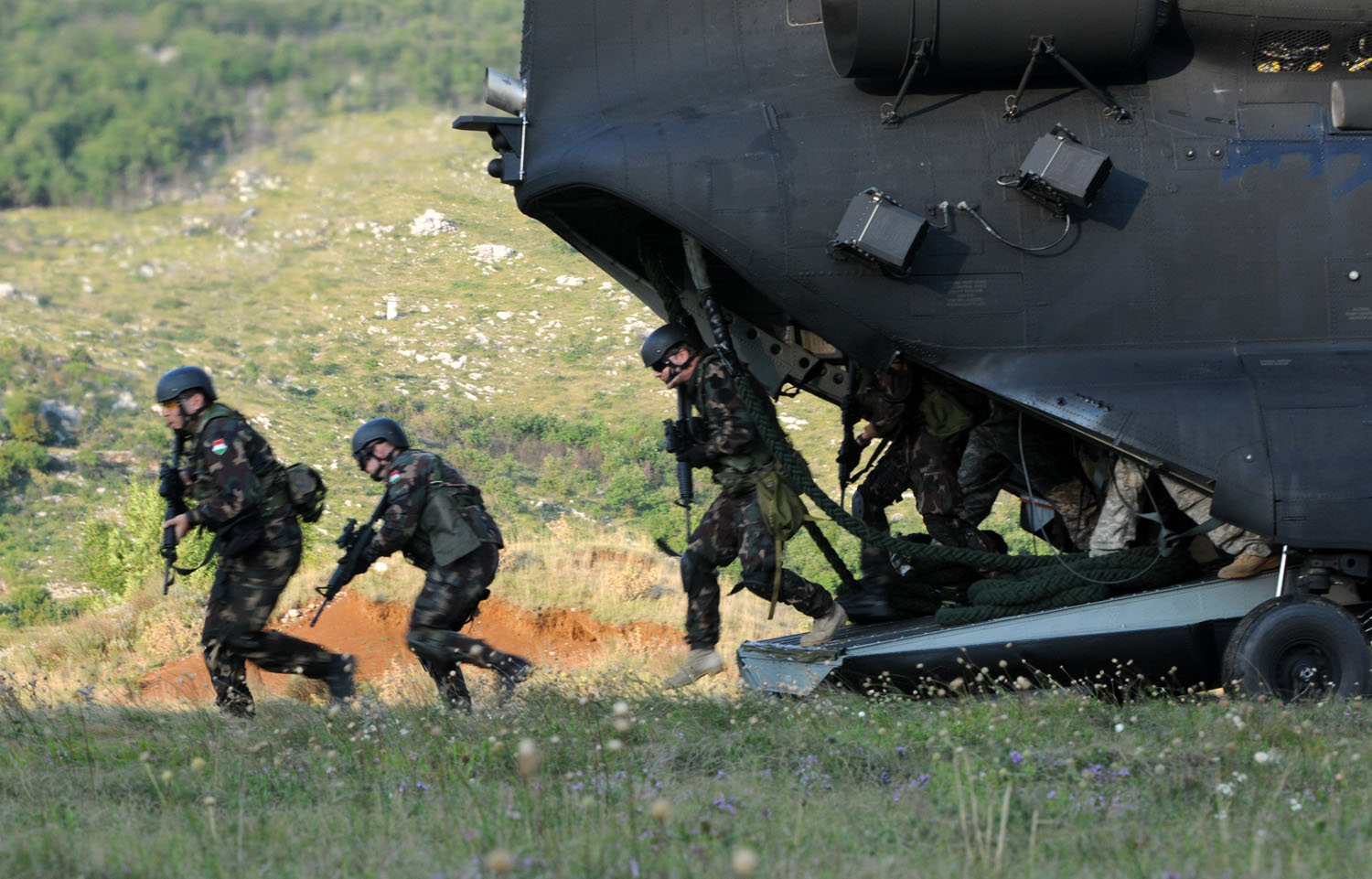
匈牙利陸軍特種部隊裝備的M4A1 SOPMOD

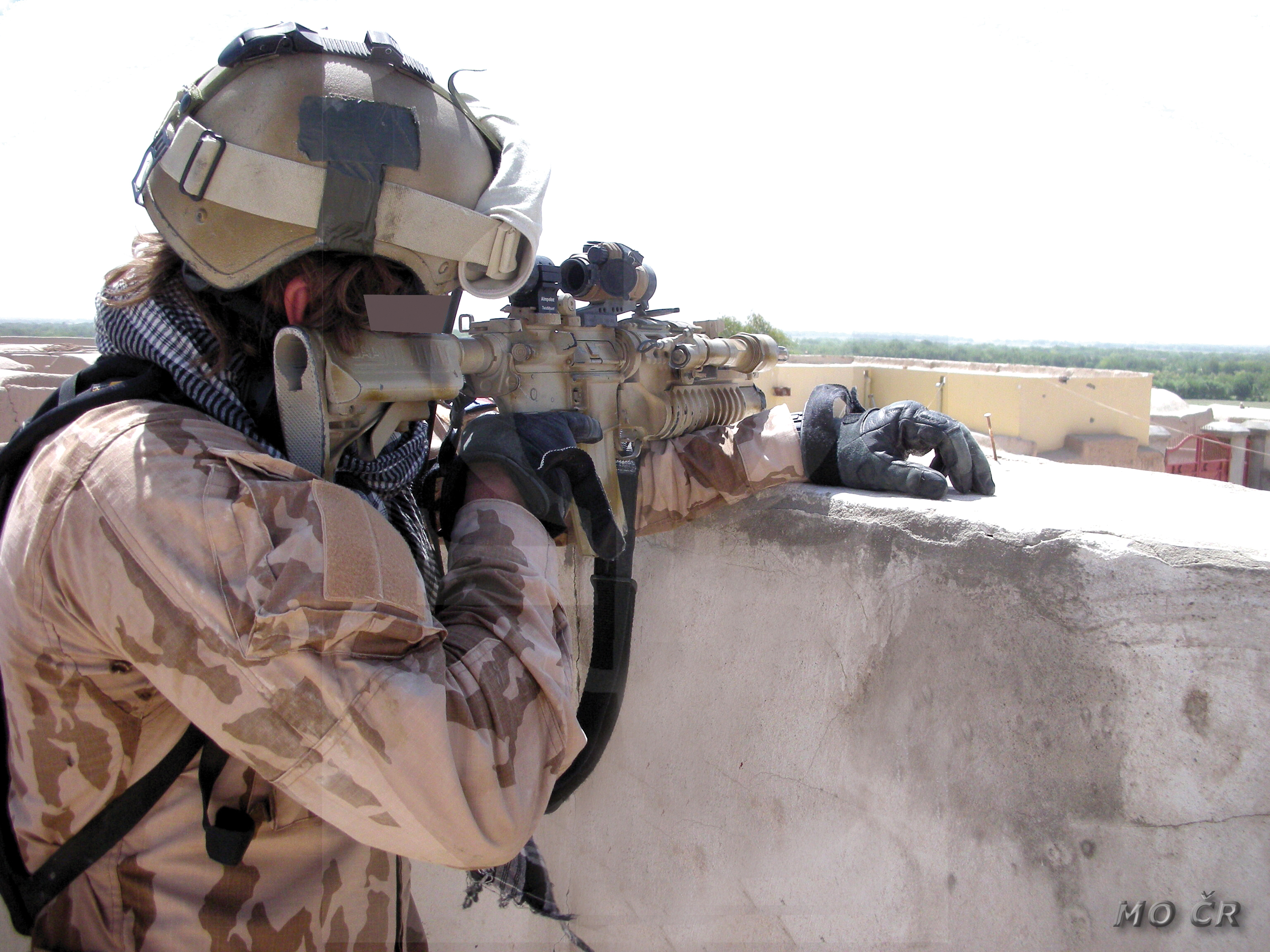
捷克陸軍第601特種部隊群幹員使用大毒蛇M4A3

阿富汗國民軍特種部隊士兵裝備M4卡賓槍

- 阿富汗—透過2008年的外國軍事銷售包（英语：Foreign Military Sales）取得。[57][58]
  -  阿富汗國民軍
    - 阿富汗國民軍突擊隊[59][60]
    - 阿富汗國民軍特種部隊

  -  阿富汗內務部
  -  阿富汗國家安全局
  -  伊斯蘭酋長國軍
  -  情報總局（英语：General Directorate of Intelligence）
- 阿尔巴尼亚
  - 阿爾巴尼亞地面部隊（英语：Albanian Land Forces）[61]
- 阿尔及利亚
- 安地卡及巴布達
- 阿根廷
- - 澳洲國防軍（命名為“M4A5”）
    - 特種作戰司令部
    - 澳洲皇家空軍
    - 澳洲皇家海軍

  - 警察戰術群（英语：Police Tactical Group）
  - 部份地方警察單位
- - 阿塞拜疆內務部（英语：Ministry of Internal Affairs (Azerbaijan)）
- - 孟加拉陸軍（英语：Bangladesh Army）傘降突擊隊
  - 孟加拉海軍（英语：Bangladesh Navy）特殊戰潛水與打撈部隊（英语：Special Warfare Diving And Salvage）[62][63]
  - 達卡市警察特種武器和戰術部隊（英语：SWAT (Bangladesh)）
- 巴哈马
- 巴林—透過2008年的外國軍事銷售包取得。[58]
- 比利时
  - 特警單位
- —透過2006年的外國軍事銷售包取得。[57]
- 百慕大
  - 皇家百慕特軍團（英语：Royal Bermuda Regiment）
- 玻利维亚
- - 波黑軍隊（英语：Military of Bosnia and Herzegovina）[58]
- 巴西
  - 里約熱內盧州憲兵（英语：Military Police of Rio de Janeiro State）[64]
  - 巴西聯邦警察
  - 巴西陸軍（英语：Brazilian Army）特種部隊單位[65]
  - 巴西海軍特種部隊
- 智利
- 哥伦比亚—透過2008年的外國軍事銷售包取得。[58]
- - 克羅地亞共和國武裝部隊特種部隊[66]
- 捷克
  - 捷克共和國武裝部隊（英语：Military of the Czech Republic）（大毒蛇M4A3）
    - 憲兵單位
    - 第43空降機械化旅
    - 第601特種部隊群（英语：601st Special Forces Group）[67]
- 东帝汶
- —透過2008年的外國軍事銷售包取得。[58]
- 埃及
  - 埃及武裝部隊
- 薩爾瓦多—透過2007年的外國軍事銷售包取得。[68][58]
- 斐济
- 法國
  - 法國陸軍特種部隊司令部（英语：French Army Special Forces Command）
  - 法國海軍突擊隊
  - 國家憲兵干預組
- - 喬治亞武裝部隊（大毒蛇AR-15、大毒蛇M4、柯特M4A1）[69][70][71]
  - 喬治亞內務部（英语：Ministry of Internal Affairs (Georgia)）（大毒蛇AR-15、大毒蛇M4、柯特M4A1）
- 德国
  - 德國邦警察（英语：Landespolizei）特別行動突擊隊
  - 要員保護小組
- 希腊
  - 希臘警察特別反恐單位（英语：Special Anti-Terrorist Unit (Greece)）
  - 希臘武裝部隊特種部隊[72]
- 海地
- 香港特別行政區：於2001年訂購72把KAC SR-16 M4，用於強化警隊反恐戰力。[73]
  - 香港警務處（KAC SR-16 M4）
    - 特別任務連：（2001-2015年）已退役，被SIG SG 516突擊步槍取代。
    - 機場特警組：（2015-至今）現役主力步槍。
- 匈牙利
  - 匈牙利國防軍特種部隊（M4A1 SOPMOD）[74]
- 印度—透過2007年的外國軍事銷售包取得。[75][76]
  - 印度武裝部隊特種部隊
  - 米佐拉姆武警（英语：Mizoram Armed Police）
  - 孟買警察部隊（英语：Mumbai Police）
- 印度尼西亞
  - 印尼國家警察（英语：Indonesian National Police）88特別分隊[77]
  - 印尼海軍死亡之海部隊（英语：Komando Pasukan Katak）
  - 印尼陸軍特種部隊司令部（英语：Kopassus）[78]
  - 印尼空軍布拉沃90分遣隊（英语：Bravo Detachment 90）
- 伊朗
  - 伊朗陸軍第65空降特種部隊旅（英语：65th Airborne Special Forces Brigade）
- 伊拉克
  - 伊拉克陸軍[79]
    - 伊拉克特種作戰部隊[80]
- 伊拉克库尔德斯坦
  - 自由鬥士
  - 執法機關
- 以色列
  - 以色列國防軍
  - 以色列國境警察特勤隊
- 義大利
  - 義大利武裝部隊特種部隊[81]
- 牙买加—透過2007年的外國軍事銷售包取得。[68]
- 日本—透過2008年的外國軍事銷售包取得[58]
  - 陸上自衛隊特殊作戰群（M4A1 SOPMOD）[82]
- 约旦—透過2007及08年的外國軍事銷售包取得。[68][58]
  - 約旦皇家陸軍特種部隊
- 科索沃
  - 科索沃安全部隊（英语：Kosovo Security Forces）
- 科威特
- 黎巴嫩—透過2008年的外國軍事銷售包取得。[58]
  - 黎巴嫩特種作戰司令部（英语：Lebanese Special Operations Command）[83]
- 马来西亚—由SME軍械公司（英语：SME Ordnance）授權生產。[48]
  - 馬來西亞武裝部隊
  - 馬來西亞皇家警察
  - 柔佛御林軍
- 馬爾地夫
- 墨西哥
  - 墨西哥聯邦警察（英语：Mexican Federal Police）
  - 墨西哥武裝部隊
- 摩尔多瓦
  - 摩爾多瓦地面部隊（英语：Moldovan Ground Forces）特種部隊
- 摩納哥
  - 王太子卡賓槍騎兵連（英语：Compagnie des Carabiniers du Prince）（M4A1）
- 摩洛哥
- 尼泊尔—透過2005年的外國軍事銷售包取得。[84]
- 新西兰
  - 紐西蘭特種空勤團
  - 紐西蘭警察（英语：New Zealand Police）
    - 特別戰術群（英语：Special Tactics Group）
    - 武裝進攻小隊（英语：Armed Offenders Squad）[85][86][87]
- 北馬其頓—透過2008年的外國軍事銷售包取得。[58]
- 阿曼
- 巴基斯坦
  - 巴基斯坦陸軍特勤群（英语：Special Service Group）（M4A1）
  - 多個警察部門（M4A1）[88][89]
- 巴拿马—透過2008年的外國軍事銷售包取得。[58]
- 巴拉圭
- 秘魯
- 菲律賓—透過2008年的外國軍事銷售包取得。[58]
  - 菲律賓武裝部隊特種部隊
  - 多個警察部門
- 波蘭
  - 波蘭共和國軍行動應變及機動組[90]
- 葡萄牙
  - 葡萄牙海軍陸戰隊（英语：Portuguese Marines）特別行動分隊（英语：Special Actions Detachment）[91]
- 中華民國
  - 中華民國國軍
  - 中華民國國家安全局
  - 法務部調查局外勤機動組
  - 海洋委員會海巡署偵防分署海巡特勤隊（M4）
  - 內政部警政署維安特勤隊
  - 中華民國特種警察（M4）
  - 內政部警政署刑事警察局除暴特勤隊[92]
- 羅馬尼亞
  - 羅馬尼亞地面部隊（英语：Romanian Land Forces）特種部隊
- 俄羅斯—使用於2008年南奧塞梯戰爭期間從喬治亞武裝部隊繳獲的大毒蛇M4。
  - 俄羅斯空降軍（僅少量試用及用於假想敵訓練）
  - 俄羅斯聯邦安全局特別用途中心[93][94]
- 沙烏地阿拉伯
- 塞爾維亞
  - 塞爾維亞警察（英语：Police of Serbia）反恐特別部隊[95]
- 西班牙
- 新加坡
  - 新加坡武裝部隊特攻部隊（英语：Singapore Armed Forces Commando Formation）[96]
  - 新加坡警察部隊特殊戰術與救援部隊
- - 索馬里武裝部隊（英语：Somali Armed Forces）特種部隊
- - 大韓民國海洋警察廳海洋警察特攻隊（大毒蛇M4）
- 斯里蘭卡
- 苏里南
- 瑞典—由於瑞典軍方認為Ak 5突擊步槍已落後，故於2024年12月決定從美國陸軍庫存中購入15,000支M4A1卡賓槍作為臨時武器裝備部隊[97]。
  - 瑞典國防軍
- 泰國—透過2006年的外國軍事銷售包取得。[57]
  - 泰國皇家陸軍特種部隊
  - 泰國皇家海軍海豹部隊（英语：Royal Thai Navy SEALs）
  - 特警單位
- —透過2008年的外國軍事銷售包取得。[58]
- 突尼西亞
- 土耳其—由萨西尔马兹武器公司授權生產。[49]
  - 土耳其武裝部隊特種部隊[98]
  - 特警單位
- 乌克兰—2022年俄羅斯入侵烏克蘭期間由美國軍援。
  - 烏克蘭武裝部隊
    - 國土防衛軍
    - 烏克蘭陸軍
    - 烏克蘭海軍步兵
    - 烏克蘭特種作戰部隊

  - 烏克蘭安全局
- 阿联酋—在1993年購入2,500把M4。[99]
- 美国
  - 美國武裝部隊（M4、M4A1）
    - 美國特種作戰司令部
      - 美國陸軍特種作戰司令部（SOPMOD Block I、II、URG-I）
      - 美國海軍特種作戰司令部（SOPMOD Block I、II、URG-I）
      - 美國空軍特種作戰司令部（SOPMOD Block I、II）
      - 美國海軍陸戰隊特種作戰司令部（SOPMOD Block I、II、URG-I）
      - 美國聯合特種作戰司令部（除第75游騎兵團直屬偵察連（英语：Regimental Reconnaissance Company）外其他JSOC部隊的M4卡賓槍均已退役）

  - 多個地方警察單位
  - 聯邦調查局
  - 美國菸酒槍炮及爆裂物管理局
  - 美國法警局
  - 美國邊境巡邏隊
  - 多個聯邦執法機關及政府機關
  - 中央情報局
- 乌拉圭
- 委內瑞拉
- 葉門—透過2006年的外國軍事銷售包取得。[57]

## 流行文化
M4卡賓槍也同時出現在許多的娛樂媒體當中，尤其是以21世紀的美軍及其特種部隊作主題的作品，幾乎無處不在：

### 電影
- 1997年—《空軍一號》
- 2003年—：由主角A.K.華特斯上尉（布斯·韋利士飾演）和他的三棲特戰小隊所使用。
- 2003年—
- 2007年—
- 2007年—《變形金剛》
- 2007年—：裝上AN/PVS-14夜視瞄準鏡的M4A1由多名特種武器和戰術部隊隊員和僱傭兵所使用，亦被主角鮑勃·李·斯瓦格（馬克·華伯格飾演）所繳獲使用；裝上PVS-14且下掛了Cobray 37毫米榴彈發射器（用作充當M203榴彈發射器）的M4A1在故事開頭由斯瓦格的隊友，東尼·芬恩（萊恩·加里森飾演）所使用。
- 2007年—：裝上ACOG光學瞄準鏡，由主角羅伯·奈佛（威爾·史密斯飾演）所使用。
- 2008年—：型號為M4A1，由美國陸軍第1步兵師所使用。
- 2008年—：型號為M4A1，卡其色塗裝並裝上了M203榴彈發射器及ACOG光學瞄準鏡，由里斯（傑克·拉·博茨飾演）所持有，沒有開火場面。
- 2008年—：一枝裝上瞄準鏡的M4A1在電影開頭由其中一名殺手所使用。
- 2008年—：由美國陸軍士兵和英國私人軍事承包人員所使用。
- 2009年—：為M4A1，由包括康瑞德·豪瑟（查寧·塔圖飾演）和華勒斯·威姆斯（馬龍·韋恩斯飾演）在内的美軍特種部隊於東非執行任務期間所使用。
- 2009年—：型號為M4A1，其中裝上M26模組配件霰彈槍系統、紅點鏡和戰術燈的步槍由約翰·康納（克里斯汀·貝爾飾演）所使用。
- 2010年—：型號為M4A1，由所有美國陸軍士兵與美國陸軍第85步兵師准尉連長洛伊·米勒（麥特·戴蒙飾演）跟美國陸軍第1特種部隊D作戰分隊使用，並裝上ACOG光學瞄準鏡。
- 2010年—：為M4A1，普遍地由夢境中的潛意識戰鬥人員所使用。
- 2010年—：型號為M4A1，裝上EOTECH全息瞄準鏡、激光指示器和戰術燈，由保護傘公司的士兵所使用。
- 2010年—：型號為M4A1，由聯邦調查局特種武器和戰術部隊與波士頓市警察局特種武器和戰術部隊所使用。
- 2011年—
- 2011年—：型號為M4A1，裝上前握把、戰術燈和Aimpoint Comp M2紅點鏡，由舊金山警察局特種武器和戰術部隊所使用。
- 2011年—《沙漠神兵》：型號為M4A1，由法國海軍突擊隊員「井字」（Tic- Tac，伯努瓦·馬吉梅爾（英语：Benoît Magimel）飾演）和盧卡斯（丹尼斯·梅諾謝特（英语：Denis Menochet）飾演）所使用。
- 2011年—《老兵（英语：The Veteran (2011 film)）》：主角羅伯特·米勒（托比·凱貝爾飾演）在進行有關恐怖份子武器流入英國的調查期間發現一批M4A1，米勒私底下偷走了一把並在最後跟黑幫的槍戰中使用。
- 2012年—《穿越火線》：普遍的由喬治亞武裝部隊士兵所使用。
- 2012年—：裝上各種戰術配件的M4A1為電影中三棲特戰隊幹員的主要武器。
- 2012年—：由美國紐約市警察局緊急勤務單位所使用。
- 2012年—《痞子英雄首部曲：全面开战》
- 2012年—
- 2012年—：由菲律賓警察馬尼拉特種武器與戰術部隊所使用。
- 2012年—：型號為M4A1，裝上M203榴彈發射器、ELCAN SpecterDR光學瞄準鏡、AN/PAF-4C激光指示器和SureFire戰術燈的版本由蕾恩·歐坎波（蜜雪兒·羅德里奎茲飾演）所使用；裝上EOTECH全息瞄準鏡的版本由駐守白宮的美國海軍陸戰隊隊員所持有。
- 2012年—：型號為M4A1，由中央情報局特別活動部的幹員所使用。
- 2013年—：型號為M4A1，由美國海軍陸戰隊、美國海軍三棲特戰隊及美國陸軍第2步兵師所使用。
- 2013年—《紅翼行動》：裝上各種戰術配件的卡其色塗裝M4A1由隸屬三棲特戰第10分隊的邁克爾·P·墨菲（泰勒·克奇飾演）和丹尼·迪茨（艾米爾·荷許飾演）等多人所使用。
- 2014年—《美國狙擊手》：型號為M4A1，裝有各種戰術配件和噴有卡其色塗裝。由美國海軍三棲特戰隊、美國海軍陸戰隊、美國陸軍和私人軍事承包人員所使用。
- 2014年—：型號為M4A1，由巴尼·羅斯（席維斯·史特龍飾演）、岡納·詹森（杜夫·朗格林飾演）、約翰·史麥利（凱蘭·魯茲飾演）、露娜（龍達·魯西飾演）和火星（維克多·歐提茲飾演；裝在牆角槍上）所使用。
- 2014年—《美國隊長2：酷寒戰士》：「酷寒戰士」(冬兵)（Winter Soldier，賽巴斯汀·斯坦飾演）於公路戰時，自另一九頭蛇特工手上接過一把加裝了M203PI的M4A1用以追擊黑寡婦。
- 2014年—：型號為M4A1，裝上前握把、激光指示器、戰術燈和ACOG光學瞄準鏡等其他各種戰術配件(或無配件)，由人類倖存者和猿族所使用。
- 2015年—：型號為M4A1，由女主角凱特·梅瑟（艾蜜莉·布朗飾演）及其拍檔雷吉·韋恩（丹尼爾·卡盧亞飾演）、鳳凰城警察部門特種武器和戰術部隊隊員、美國緝毒局探員史提夫·福辛（傑佛瑞·唐納文飾演）、美國陸軍三角洲部隊的幹員以及一些毒販所使用。部份裝上EOTECH全息瞄準鏡、前握把和換上馬格普工業公司生產的護木及槍托。
- 2015年—：型號為M4A1，由主角吉姆·泰瑞爾（西恩·潘飾演）為首的承包商人員在剛果民主共和國行動期間所使用。
- 2016年—：型號為M4A1，裝上前握把、EOTECH全息瞄準鏡、AN/PEQ-15雷射瞄準器、SureFire電筒、馬格普槍托和PMag彈匣。由傑克·席維亞（約翰·卡拉辛斯基飾演）、馬克·「奧茲」·蓋斯特（馬克斯·馬丁尼飾演）、戴夫·「布恩」·班頓（大衛·丹曼飾演）、克里斯·「坦托」·帕倫多（帕布·羅薛伯飾演）、約翰·「提格」·提根（多米尼克·福穆薩飾演）和CIA員工所使用。
- 2017年—：型號為M4A1，裝上前握把、激光指示器、戰術燈和ACOG光學瞄準鏡等其他各種戰術配件，由美軍士兵、人類軍隊成員所使用，也曾被猿族火箭（泰瑞·諾塔瑞飾演）繳獲使用。
- 2017年—：型號為M4A1，但奇怪的同時裝上M203榴彈發射器和刺刀（現實中裝設榴彈發射器會擋住刺刀的戰術滑軌），由克里斯·雷德菲爾所使用。
- 2018年—：型號為M4A1，裝上各種戰術配件，由美國陸軍第5特種部隊群的幹員所使用。
- 2019年—《藍波：最後一滴血》：型號為M4A1，裝上各種戰術配件，由雨果·馬丁內斯（賽吉爾·佩里斯-曼切塔飾演）和販毒份子所使用。
- 2025年—《戰役》：型號為M4A1，裝有各種戰術配件，由海豹部隊及美國海軍陸戰隊員所使用。

### 電視劇
- 2001－2010年—《24小時反恐任務》
- 2002年—《CSI犯罪現場：邁阿密》
- 2008年—《殺戮一代》：型號為M4A1，由美國海軍陸戰隊所使用。
- 《系列》
- 《屍行者系列》：型號為M4A1，普遍的由美軍士兵和倖存者所使用。
- 2013年—《末日孤舰》：由美国海军残存队员，承包商幸存者等使用。
- 《生死狙擊系列》：回憶情節中普遍由美國海軍陸戰隊關鍵技能幹員所使用。
- 《海豹突擊隊》系列：由美國陸軍特種部隊、美國海軍海豹部隊及美國海軍特種作戰開發群（僅在反恐戰爭初期的回憶片段中出現）所使用。
- 《天地有情》
  - 型號為M4A1，由抓捕施正杰（柯叔元饰演）的中華民國特種警察所使用。

### 電子遊戲
- 1999年—：型號為M4A1，裝有M203榴彈發射器，在開啟HD Pack後替換掉原有的HK MP5衝鋒槍，奇怪的與9毫米手槍共用子彈。
- 1999年—：型號為M4A1，裝有“奈特軍械公司M4卡賓槍導軌適配系統”護木，命名為「Maverick M4A1卡賓」，能裝上消音器，為反恐部隊專用武器。奇怪的是上膛時是拉動復進助推器而非拉機柄、沒有空倉掛機、在每次射擊後防塵蓋會自動閉上，以及第一人稱視角中武器模組採用鏡像佈局（右手持槍時拋殼口及復進助推器在左邊）。
- 2000年—《Urban Terror》
- 2002年—《美國陸軍二》[100]
- 2002年—《全球行動（英语：Global Operations）》：可以選購瞄準鏡、滅音器及Beta C彈鼓。
- 2002年—：型號為M4A1，加掛M203榴彈發射器。
- 2004年—：型號為M4A1，命名為「Maverick M4A1卡賓」，能裝上消音器，為反恐小組專用武器。第一人稱視角中的武器模組採用鏡像佈局（右手持槍時拋殼口及復進助推器在左邊），且奇怪地没有空倉掛機。與前作最大區別為修正了上膛動作，正確的拉動拉機柄而不再拉復進助推器。
- 2004年—：繼承自絕對武力，奇怪地上膛動作仍然是拉動復進助推器而非拉機柄、没有空倉掛機，而且在每次射擊後防塵蓋會自動閉上。第一人稱視角中武器模組仍然採用鏡像佈局（右手持槍時拋殼口及復進助推器在左邊）。
- 2004年—《特種部隊Online》
- 2005年—：型號為M4A1，命名為“M4”，裝有“奈特軍械公司M4卡賓槍導軌適配系統”護木。由美國海軍陸戰隊所使用。
- 2005年—《真實計劃》：型號為M4和M4A1，由美國陸軍、美國海軍陸戰隊和以色列國防軍所使用。
- 2004年—《突击风暴》：型號為M4A1。另外亦有六种改进版：
  - M4A1（ISR） Blood
  - M4A1 Infinity (S)
  - M4A1 Dever
  - M4A1 Camo
  - M4A1 Silence
  - M4A1 D.Fire
- 2007年—《美伊戰爭》
- 2007年—《穿越火线》：随游戏登场武器，型号为M4A1，命名为“M4A1”，无军衔限制，花费14000GP即可购买并永久使用，拥有多种改型。
- 2007年—：隨遊戲登場武器，型號為M4A1，命名為「Maverick M4A1卡賓」，能裝上消音器，為反恐小組專用武器。奇怪地在上膛時玩家角色仍然是錯誤的拉動復進助推器而非拉機柄、没有空倉掛機、在每次射擊後防塵蓋會自動閉上，以及第一人稱視角中的武器模組繼續採用鏡像佈局（右手持槍時拋殼口及復進助推器在左邊）。此外有以下改型：
  - M4A1 Camo：使用迷彩色槍身的版本，性能與原槍大致相同。
  - M4A1 Scope：裝上ACOG光學瞄準鏡並使用迷彩槍身的版本，其瞄準鏡取代了消音器的地位。
  - M4A1 Gold：金色槍身的版本，使用附有戰術導軌的RIS護木，裝上前握把及戰術燈，仍然可裝上消音器。重新裝填時修正了上膛動作，正確的拉動拉機柄而不再拉復進助推器，但拔槍時仍然是拉動復進助推器。
  - M4A1 Dragon：機匣上刻有冰龍圖案，当装备近戰武器「龍牙刃」时可縮短重新裝填時間且修正了上膛動作，正確的拉動拉機柄而不再拉復進助推器，不過拔槍時玩家角色仍然是拉動復進助推器；而未装备近戰武器「龍牙刃」时则與原槍相同。
  - M4A1 Red：紅色槍身的版本，性能與原槍大致相同。
  - M4A1 Dark Knight：有著科幻外型和強大性能的版本。
- 系列的《現代戰爭》系列三部曲：
  - 2007年—及重製版：命名為「M4卡賓槍」（聯機模式）及「M4A1」（戰役模式），使用黑色槍身，裝有“奈特軍械公司M4卡賓槍導軌適配系統”護木，並裝上了前握把，裝上瞄準鏡後會移除提把及前照準器。戰役模式中由美國海軍陸戰隊武裝偵察部隊（包括玩家角色保羅·傑克遜中士）及英國陸軍特種空勤團（包括玩家角色約翰·“索普”·麥克塔維什中士）所使用，並會偶然裝上全息瞄準鏡及AN/PEQ-2A雷射瞄準器等聯機模式沒登場的戰術配件。聯機模式時於等級1解鎖，並可使用榴彈發射器、紅點鏡、消音器及ACOG光學瞄準鏡。
  - 2009年—及重製版：型號為M4A1，下機匣和部份零件被噴成卡其色，換上了A.R.M.S. S.I.R.戰術導軌護木並裝上了前握把和卡其色護木片，標準配備從機匣頂部的戰術導軌裝上的PRI可摺疊前照準器及A.R.M.S. #40L後照準器，奇怪地射擊選擇桿長期地處於半自動模式（在重製版中修正至“全自動”的位置。其他修改包括：空倉重新裝填時玩家角色會改為拍下槍栓釋放鈕的方式上膛，以及在護木左側上加裝了原本沒有的AN/PEQ-2A雷射瞄準器，在裝備夜視儀時可使用其紅外線瞄準）。戰役模式中由美國陸軍第75遊騎兵團（包括玩家角色約瑟夫·艾倫列兵和詹姆斯·拉米雷斯列兵）、141特遣隊（包括玩家角色加里·“羅奇”·桑德森中士）、美軍部隊、弗拉基米爾·馬卡洛夫及其手下所使用。聯機模式時於等級4解鎖，並可使用榴彈發射器、下掛式霰彈槍、紅點鏡、全息瞄準鏡、消音器、探測儀、ACOG光學瞄準鏡、熱能探測式瞄具、全金屬披甲彈（英语：Full metal jacket bullet）及延長彈匣（增至45發）。
  - 2011年—：型號為M4A1，使用黑色槍身，換上了奈特軍械公司生產的戰術導軌護木並裝上了前握把，槍托也被換成Magpul MOE，標準配備從機匣頂部的戰術導軌裝上的可摺疊前後照準器，並在造型上使用20發彈匣供彈（但載彈量為30發）。奇怪地射擊選擇桿長期地處於半自動模式。戰役模式中由美國陸軍三角洲特種部隊合金分隊（包括玩家角色德里克·“弗羅斯特”·威斯布魯克中士）和141特遣隊（索普、普萊斯和尤里）所使用。聯機模式時於等級4解鎖，而在生存模式則在等級1解鎖，可使用榴彈發射器、下掛式霰彈槍、紅點鏡、全息瞄準鏡、消音器、心跳探測儀、ACOG光學瞄準鏡、熱能探測式瞄具、混合式瞄準鏡及延長彈匣（增至45發）。
- 2008年—：命名為「M4 CUSTOM」，可裝上消聲器和雷射瞄準器。
- 2008年— ：型號為M4A1 921型，命名為M4A1（此為初代版本，可改造，原名M4A1，後因遊戲版本更新而取消銷售，台版同時名稱與韓版同步變更為M4A1 Origin，可利用遊戲幣昇級為 M4A1 MK.4）。其後經過3次的升級，分别為M4A1 MK.2（台版於更新MK4之前命名为M4A1，可改造）、M4A1 MK.3（台版命名為M4A1 RMK，不可改造）和M4A1 MK.4（不可改造，此前名為M4A1的版本均取消銷售並改名為M4A1 Origin）。並有多種轉蛋槍版本和特殊塗裝版本，後台版及韓版又推出名稱為M4A1的新外觀及自動修槍版本。
- 2009年—《美國陸軍三》[101]
- 2010年—《正當防衛2》
- 2010年—《榮譽勳章》：型號為M4A1，單人模式中由所有AFO海神和AFO狼群所屬的一級幹員（包括玩家角色“野免”）和第75遊騎兵團所使用，多人模式中為聯合軍特戰兵武器。可配搭ACOG光學瞄準鏡及全息瞄準鏡。
- 2010年—：命名為「Marksman Carbine」（神射手卡賓槍），裝有光学瞄準鏡，彈匣容量為20發，只可半自動射擊。有一特殊改型「All American Carbine」（全美國人卡賓槍，下机匣涂有82空降師標誌，而82空降師的綽號正是「全美國人師」），彈匣容量增至24發，耐久，伤害更高。
- 2011年—：型號為M4A1，由美國抵抗戰士、美國海軍陸戰隊及朝鮮人民軍所使用。
- 2011年—：型號為M4和M4A1，裝有“奈特軍械公司M4卡賓槍導軌適配系統”護木，奇怪地射擊選擇桿長期地處於半自動模式。单人模式中M4A1由美国海军陆战队（包括主角亨利·布莱克本上士）所使用，多人联机中M4A1为美军阵营工程兵可使用的第一把枪，M4则在工程装备中达到40,000分后解锁，俄军阵营在工程装备达到145,000分后可解锁M4A1，两把枪配件通用。
- 2012年—《戰爭前線》：型號為柯尔特933型，為步槍手初始武器，命名為M4A1，取消了提把，改为在机匣顶部再加装一条导轨。可以改装枪口配件（通用消音器、突击消音器）、战术导轨配件（通用握把）以及瞄准镜（EOTECH 553全息瞄准镜、绿点全息瞄准镜、ELCAN SpecterDS瞄准镜），擁有雪地迷彩、林地迷彩以及周年庆涂装三種改裝版本，提高威力，精准度以及載彈，均可以改装枪口配件（通用消音器、突击消音器、突击制退器、突击刺刀）、战术导轨配件（通用握把、突击握把、突击握把架、枪挂型榴弹发射器）以及瞄准镜（EOTECH 553全息瞄准镜、绿点全息瞄准镜、ELCAN SpecterDS瞄准镜、红点瞄准镜、步枪高级瞄准镜、Trijicon ACOG瞄准镜）。
  - 雪地迷彩版本可以通过K点购买、抽奖、生存模式系列地图“冷锋行动”通关奖励箱已及活动获得，拥有专属迷彩涂装的枪口配件以及瞄准镜；林地迷彩版本为活动专属武器。
- 2013年—《絕對武力Online 2》：型號為M4A1，命名為“M4A1”，為反恐小組專用武器。奇怪地在每次射擊後防塵蓋會自動閉上，以及第一人稱視角中的武器模組採用鏡像佈局（右手持槍時拋殼口及復進助推器在左邊）。
- 2013年—《美國陸軍：演習場》[102]
- 2013年—：登場型號為M4，命名為「M4」，歸類為卡賓槍，裝有“奈特軍械公司M4卡賓槍導軌適配系統”護木，奇怪地射擊選擇桿長期地處於半自動模式，而且欠缺三發點放模式的「Burst」刻字。載彈量30+1發，單機模式中能夠由主角丹尼爾·雷克所使用，也由其他美國海軍陸戰隊員和中央情報局特工拉斯洛·W·科維奇所使用。聯機模式中為所有兵種的可解鎖武器。
- 2013年—《2》：型號為M4A1(預設)，命名為「CAR-4」，可在黑市購買後並另外花費改裝。
- 2014年—《叛亂（英语：Insurgency (video game)）》：M4A1為安全部隊專用武器。
- 2015年—《戰術小隊》：登場型號為M4和M4A1，前者由美國陸軍，美国海军陆战队和民兵所使用，後者仅由美國陸軍使用。
- 2016年—《湯姆克蘭西：全境封鎖》：遊戲中有一些稍微不同的版本：
  - 輕型M4：型號為M4A1
  - 解放者：型號為M4A4，是一把裝備分數為256的奇特品武器
    - 天賦：自由共和國：用解放者每射擊一次，就能為百夫長下一次的爆頭傷害+5%，最高為200%。用百夫長擊殺就能為所有武器的每分鐘射速+10%，持續10秒鐘

  - 警用M4：型號為AR-15，但以全自動模式發射
- 2016年—《少女前線》：型號為M4A1，為劇情贈送4星AR角色，不可建造，遊戲設定中，為AR小隊中的成員與指揮官，也是劇情中的重要人物。其改裝型的SOPMOD Block II也做為另一個戰術人形登場，簡稱M4 SOPMOD II，劇情贈送4星AR角色，不可建造，遊戲設定中，為AR小隊中的成員之一。
- 2016年—《逃離塔科夫》：型號為M4A1，可進行改裝。
- 2017年—：型號為M4A1，可進行改裝。
- 2018年—《叛亂：沙漠風暴》：M4A1為安全部隊專屬武器。
- 2018年—《地面部隊》（Ground Branch）：型號為M4A1 SOPMOD及M4A1 SOPMOD Block II。
- 2018年—《surviv.io》裝彈30發，配備前握把加三角空心槍托
- 2019年—：型号为M4A1，可进行改装。
- 2019年—《湯姆克蘭西：全境封鎖2》：遊戲中有警用M4、輕型M4、帶鷹人（特製版本之M4）四種版本。
- 2019年—：命名為“M4A1”，生產商改為遊戲內虛構的“FORGE TAC”公司。預設配備11.3吋槍管、丹尼爾RIS II導軌護木、KAC公司護木罩和機械瞄具、BCM B5增強型特種作戰槍托及售後市場拉機柄，並以卡其色PMAG彈匣供彈。戰役模式中由美國中央情報局特別活動部特工亞歷克和美國海軍陸戰隊所使用。聯機模式中為解鎖武器，可進行定制改裝，並設有多種可改變武器外觀及性能的武器藍圖。
- 2021年—《決勝時刻：Mobile》：命名為「M4」。
- 2021年—《蔚藍檔案》：型號為M4A1，白洲梓的固有武器「Et Omnia Vanitas」原型。
- 2024年— 《三角洲行动》:型号为M4A1，命名为“M4A1突击步枪”。
- 2024年—《Arena Breakout: Infinite》命名为"M4A1"

### 動畫
- 2009年—《古城荊棘王》：型號為M4A1，裝上各種戰術配件，由男主角馬可·歐文、美國軍隊和特種部隊士兵所使用。
- 2012年—：登場型號為M4A1，裝有各種戰術配件，由日本情報機關SR班的武裝特工所使用。
- 2014年—《刀劍神域II》：為M4A1，裝有各種戰術配件，於第2話由詩乃所屬小隊的一名隊友所使用。
- 2015年—《GATE 奇幻自衛隊》：裝有各種戰術配件，由陸上自衛隊特殊作戰群的隊員所使用。
- 2016年—《Under the Dog（英语：Under the Dog）》：型號為M4A1，由美軍特種作戰部隊所使用，裝有各種戰術配件，其中一支被安西婭·卡倫伯格所搶奪。
- 2024年—《刀劍神域外傳Gun Gale Online》第2季：M4A1由部份SJ3參賽者所使用。

### 小說
- 2014年—《刀劍神域外傳Gun Gale Online》：登場型號為M4A1，普遍由GGO玩家所使用，也由透過“完全潛行”技術治療創傷後壓力症候群的美軍特種部隊士兵雅各，以及其隊友羅伊所使用。

### 用途
市面上亦有出售M4的用槍，而且非常的普遍並受到某些玩家的喜愛。現在M4的生存遊戲用槍大多都是由中國大陸、美國、台灣、香港及日本的廠商製造，其類型分為瓦斯、電動及手拉。

## 外部連結
- （中文）—槍炮世界（M4/M4A1卡賓槍） （页面存档备份，存于）
- （英文）—柯爾特 M4官方頁面（軍用型）
- （英文）—柯爾特 M4官方頁面（執法部門型）

Template:自衛隊現役單兵武器及彈藥